# Rue François-Miron
La rue François-Miron est une voie du 4e arrondissement de Paris. Axe ancien permettant l'accès au centre de Paris depuis l'est, elle est constituée en 1865 par l'unification de deux rues, la rue du Pourtour-Saint-Gervais et une partie de la rue Saint-Antoine dont elle constitue le prolongement.

## Situation et accès

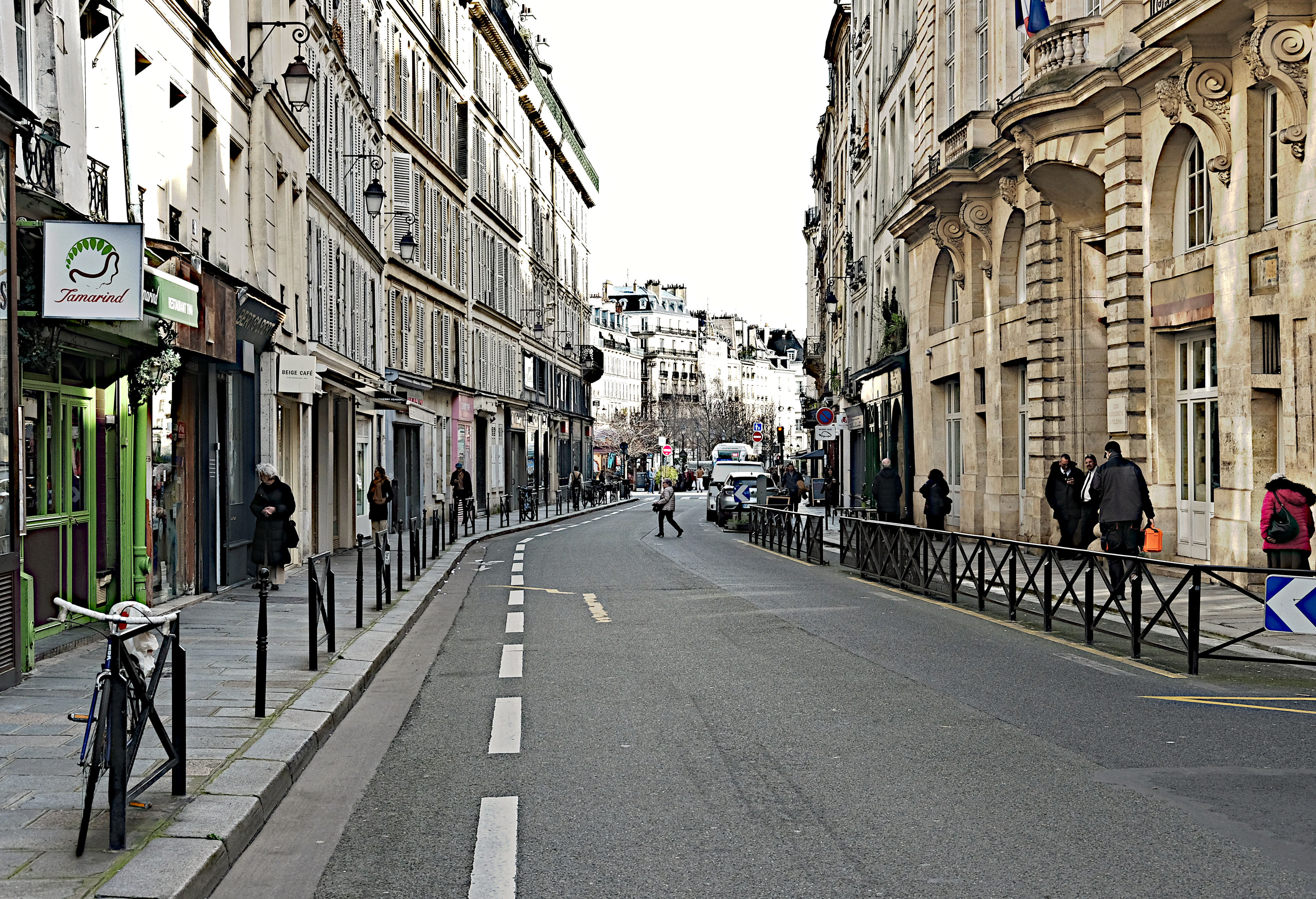
La rue François-Miron vue en direction de la rue Saint-Antoine.

Au début du XIXe siècle, la rue du Monceau Saint-Gervais, située dans l'ancien 9e arrondissement, quartier de l'Hôtel-de-Ville commençait aux 1-2, rue du Tourniquet-Saint-Jean et finissait au 15, rue de Longpont et au 1, rue du Pourtour-Saint-Gervais,.
Les numéros de la rue étaient noirs. Le dernier numéro impair était le no 17 et le dernier numéro pair était le no 14.
Au milieu du XIXe siècle, la rue François-Miron, d'une longueur de 67 mètres, située dans l'ancien 9e arrondissement, quartier de l'Hôtel-de-Ville commençait aux 4-6, rue de Lobau et finissait au 1, rue du Pourtour-Saint-Gervais et au 13, rue Jacques-de-Brosse.
Actuellement, la rue François-Miron, d'une longueur de 385 mètres, est située dans le 4e arrondissement, quartier Saint-Gervais, et commence place Saint-Gervais et finit au 1, rue de Rivoli et au 11, rue de Fourcy, à hauteur de la place des Combattantes-et-Combattants-du-Sida.

## Origine du nom

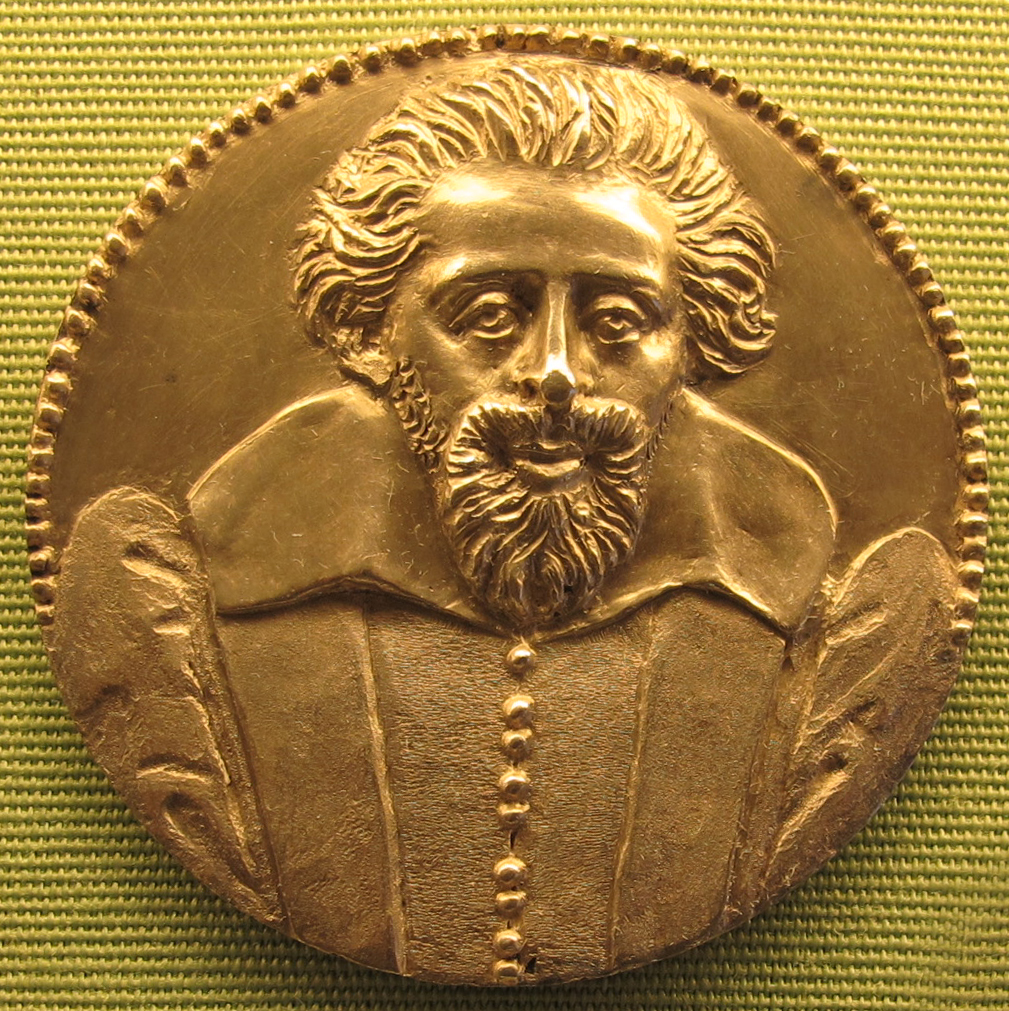
François Miron.

Elle doit son nom à François Miron, prévôt des marchands de Paris de 1604 à 1609.

## Historique
La rue François-Miron correspond à la voie romaine datant du IIe siècle allant de Lutèce (Paris) à Melodunum (Melun) et Agedincum (Sens). Une nécropole romaine puis mérovingienne se trouvait en bordure de cette voie (ossements retrouvés au XVIIIe siècle sous les nos 2 à 14).
Cette voie s'est appelée « rue du Monceau-Saint-Gervais », en raison de sa direction vers l'église Saint-Gervais qui était bâtie sur une petite éminence qu'on appelait anciennement « monceau ». Ce moncellum était un fief qualifié de prévôté, dont il est fait mention sous le règne de Louis le Jeune, en 1141.
La partie de la rue longeant l'église Saint-Gervais-Saint-Protais (section de la place Saint-Gervais à la rue des Barres) est bordée de constructions dès le tout début du haut Moyen Âge. Au Xe siècle, une première enceinte est construite sur la rive droite, coupant l'actuelle rue François-Miron au niveau de la rue des Barres ; une porte y était aménagée : la porte Baudoyer qui fut détruite à la fin du XIIe siècle.
Elle est citée dans Le Dit des rues de Paris, de Guillot de Paris, sous le nom de « rue du Cimetire-Saint-Gervais ».
La section de la place Saint-Gervais jusqu'au croisement avec la rue des Barres a d'abord porté les noms de « rue du Cimetière-Saint-Gervais » (XIIe siècle), « rue du Pourtour-Saint-Gervais » (XVIe siècle) et de « rue du Monceau-Saint-Gervais » (jusqu'en 1838), tandis que la section entre les croisements avec la rue des Barres et la rue de Fourcy a fait partie de la rue de la Porte-Baudet ou Baudoyer, devenue au XIIIe siècle la rue Saint-Antoine.
Elle est citée sous le nom de « place du Montceau Saint Gervais » dans un manuscrit de 1636.
Le 31 mars 1674, en vertu d'un arrêt du conseil d'État, la « rue du Monceau » est élargie.
Une décision ministérielle du 13 thermidor an V (31 juillet 1797) signée François de Neufchâteau fixe la largeur de cette voie publique à 10 mètres. Cette largeur est portée à 26 mètres, en vertu d'une ordonnance royale du 4 mars 1836.
Extrait d'un rapport au roi du ministre de l'Intérieur du 14 décembre 1838 :

« Plusieurs des rues qui entourent l'hôtel de ville de Paris portent des noms bizarres et insignifiants, M. le préfet de la Seine pense qu'il conviendrait de profiter de la reconstruction de ce monument pour changer ces noms, et y substituer ceux d'hommes qui ont rendu d'éminents services à la ville de Paris, ou contribué à son embellissement.[...] Il demande également que la rue du Monceau Saint Gervais porte à l'avenir le nom de François Miron, ancien prévôt des marchands qui fit construire le grand perron, le portique, les escaliers, la statue équestre et les autres ornements de l'hôtel de ville, hâta ces travaux de son zèle et de ses deniers et fut un des plus honorables magistrats municipaux de Paris. »

Cette demande est approuvée par Louis-Philippe le jour même.
Extrait d'une lettre du ministre de l'Intérieur :

« Paris, le 22 décembre 1838. Monsieur le préfet, sa majesté a approuvé, ainsi que vous l'aviez proposé, que la “rue du Monceau-Saint-Gervais” portât le nom de “rue François-Myron” célèbre prévôt des marchands de Paris sous Henri IV, etc. »

Le percement de la rue de Rivoli au cours des années 1850 a amené l'arasement des terrains environnant pour assurer la continuité du profil de cette nouvelle voie, laissant la partie de la rue Saint-Antoine correspond à l'actuelle rue François Miron à son niveau d'origine un peu plus élevé, ce qui explique l'escalier de la rue Cloche-Perce.
Le 2 octobre 1865, la rue du Pourtour-Saint-Gervais et la partie de la rue Saint-Antoine comprise entre les rues des Barres et de Fourcy, sont réunies pour former la rue François-Miron.

Anciennes rues ayant formé la rue François-Miron
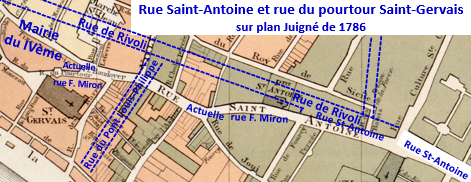
Rue François-Miron, situation sur plan de 1786.
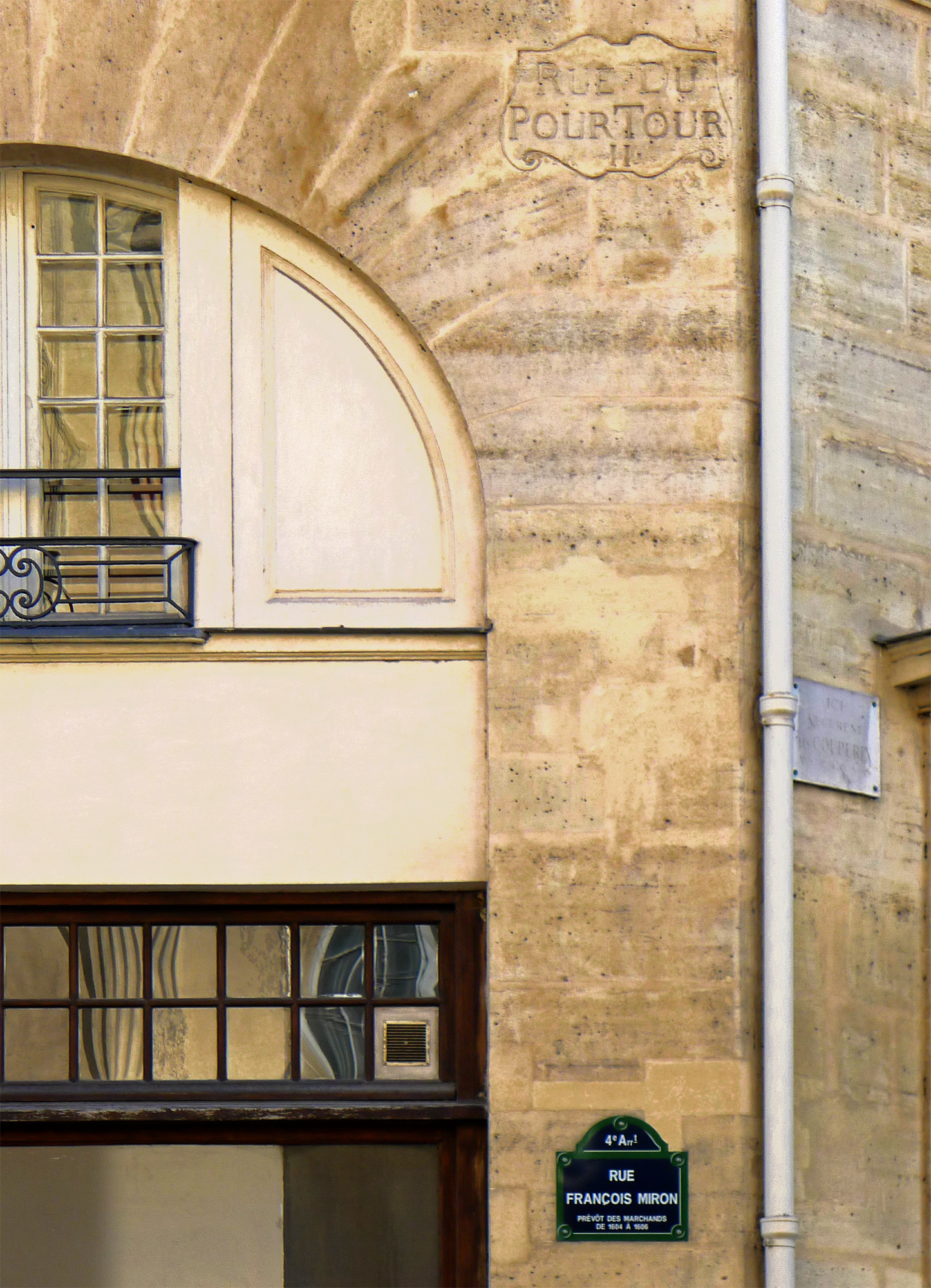
Ancien nom de la voie (rue du Pourtour).

Le 12 juillet 1882, des explosions de gaz se sont produites au carrefour des rues François-Miron et du Pont-Louis-Philippe. La catastrophe fit neuf morts.
Le 23 mars 1918, à 8 heures, un obus tiré d'un Pariser Kanonen, explose dans la rue en faisant plusieurs victimes. Le président du Conseil Georges Clemenceau se rend sur place durant la journée.

## Bâtiments remarquables et lieux de mémoire
- L'ancienne caserne Napoléon, également appelée caserne Lobau, occupe l'espace situé entre les places Saint-Gervais et Baudoyer et les rues François-Miron, de Lobau et de Rivoli[10].
- Nos 2 à 12 : immeubles construits entre 1733 et 1737 par Jacques Vinage et celui de l'angle du no 14 par Jacques Gabriel. Ces immeubles qui appartenaient à la fabrique de la paroisse Saint-Gervais remplacent des maisons construites à partir de 1475 à la place d'échoppes, nommées l'« apport Saint-Gervais », adossées au mur du cimetière Saint-Gervais[11]. Les escaliers en bas du trottoir datent du nivellement de l'espace de l'église à l'Hôtel-de-Vile en contrebas du monceau Saint-Gervais et de l'arasement du quartier environnant par les travaux d'urbanisme du Second-Empire. Auparavant, le monceau Saint-Gervais s'abaissant en pente douce de l'église et de ses alentours vers la place de Grève, la rue était au niveau du rez-de-chaussée. Ces immeubles ont été restaurés à partir de 1945 par l'architecte Albert Laprade dans le cadre de la rénovation de l'îlot insalubre n° 16. Ils jouxtent l'église Saint-Gervais-Saint-Protais sur son côté nord et bordent le terrain de l'ancien cimetière Saint-Gervais supprimé en 1792 et aménagé en jardin de la copropriété après 1945[12].Ces bâtiments du XVIIIe siècle possèdent la particularité d'avoir les ferronneries des balcons du deuxième étage, œuvre du serrurier Jean-Baptiste Bouillot, évoquant l'orme du parvis Saint-Gervais[13].
  - No 4 : la famille Couperin y a vécu.
    - Un ancienne plaque de rue, gravée dans la pierre, indique Rue du PourTour (voir supra).

  - No 8 : ancienne plaque de rue, gravée dans la pierre, indiquant Place Baudoyer.
  - No 10 : Ledru-Rollin y est né.
  - No 14 : dite maison Camuset, construite par Jacques V Gabriel (le père d'Ange-Jacques Gabriel) avec celle du no 17 rue des Barres. Les chaines de refends à ses extrémités et un premier étage plus haut la distinguent des immeubles voisins des  no 2 à 12 sur lesquels elle est alignée[14].

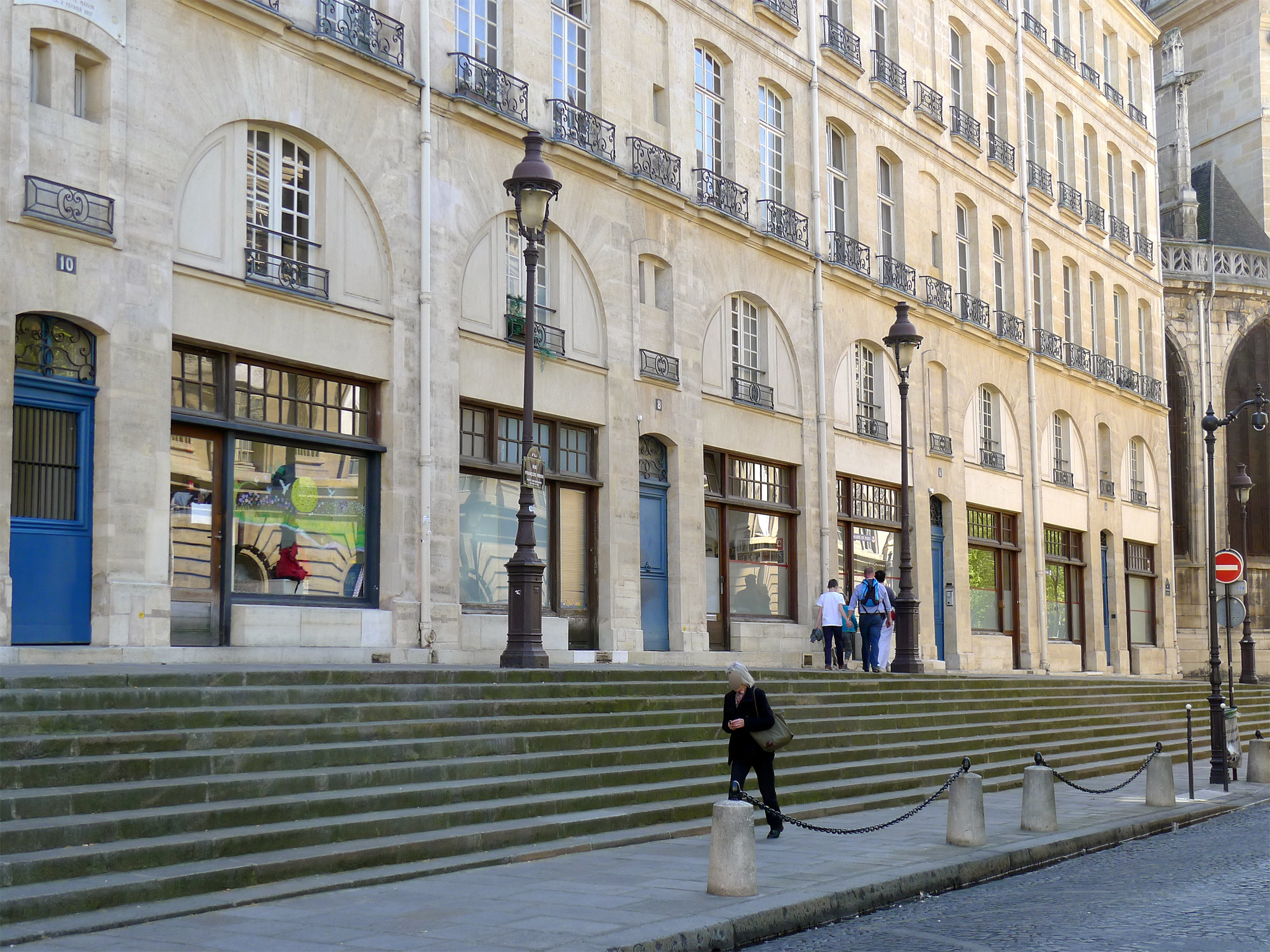
Les escaliers corrigeant la différence de niveau ; en arrière-plan l'église Saint-Gervais-Saint-Protais.
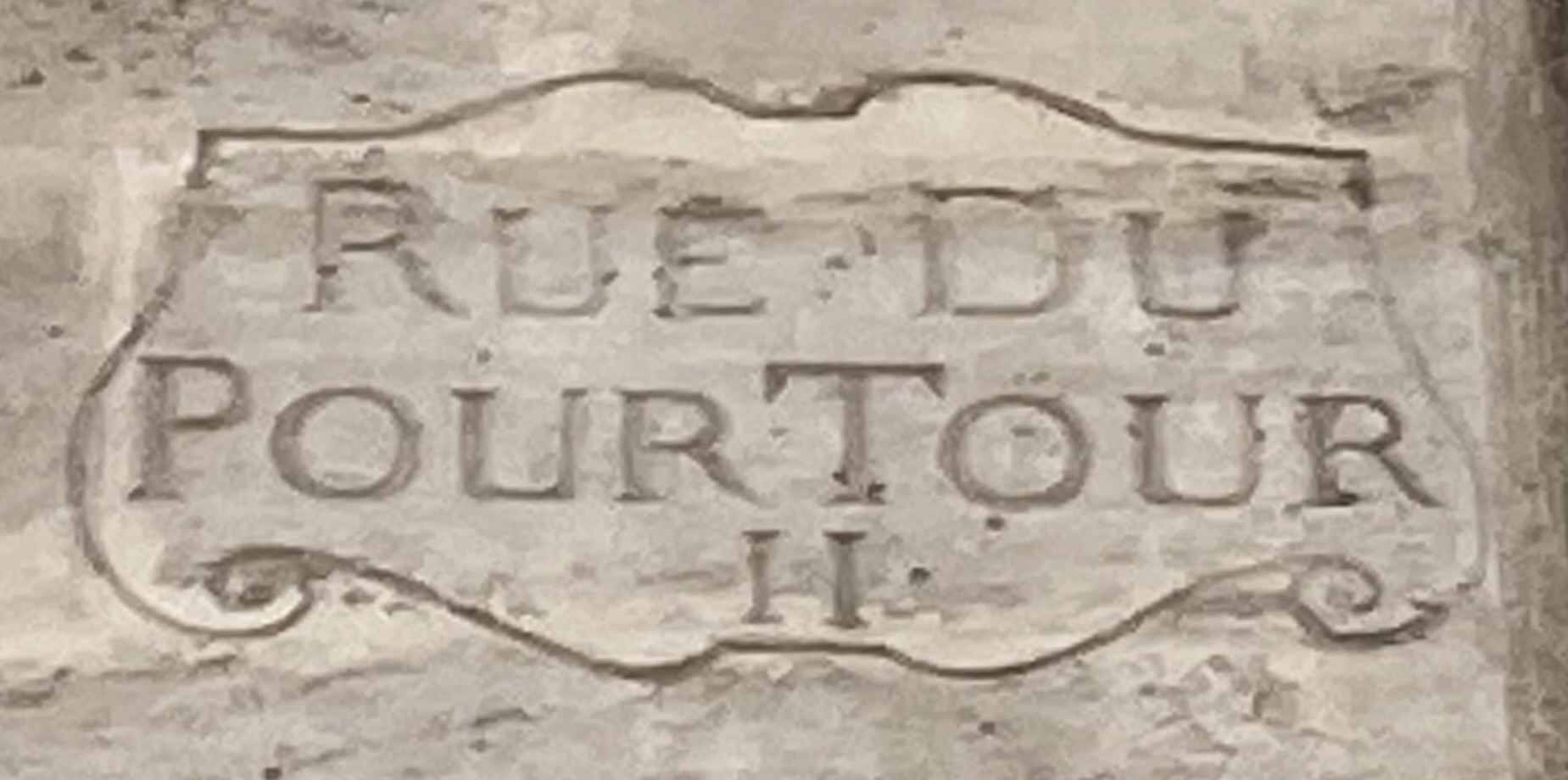
No 4 : plaque gravée dans la pierre, rappelant l’ancien nom de la rue.
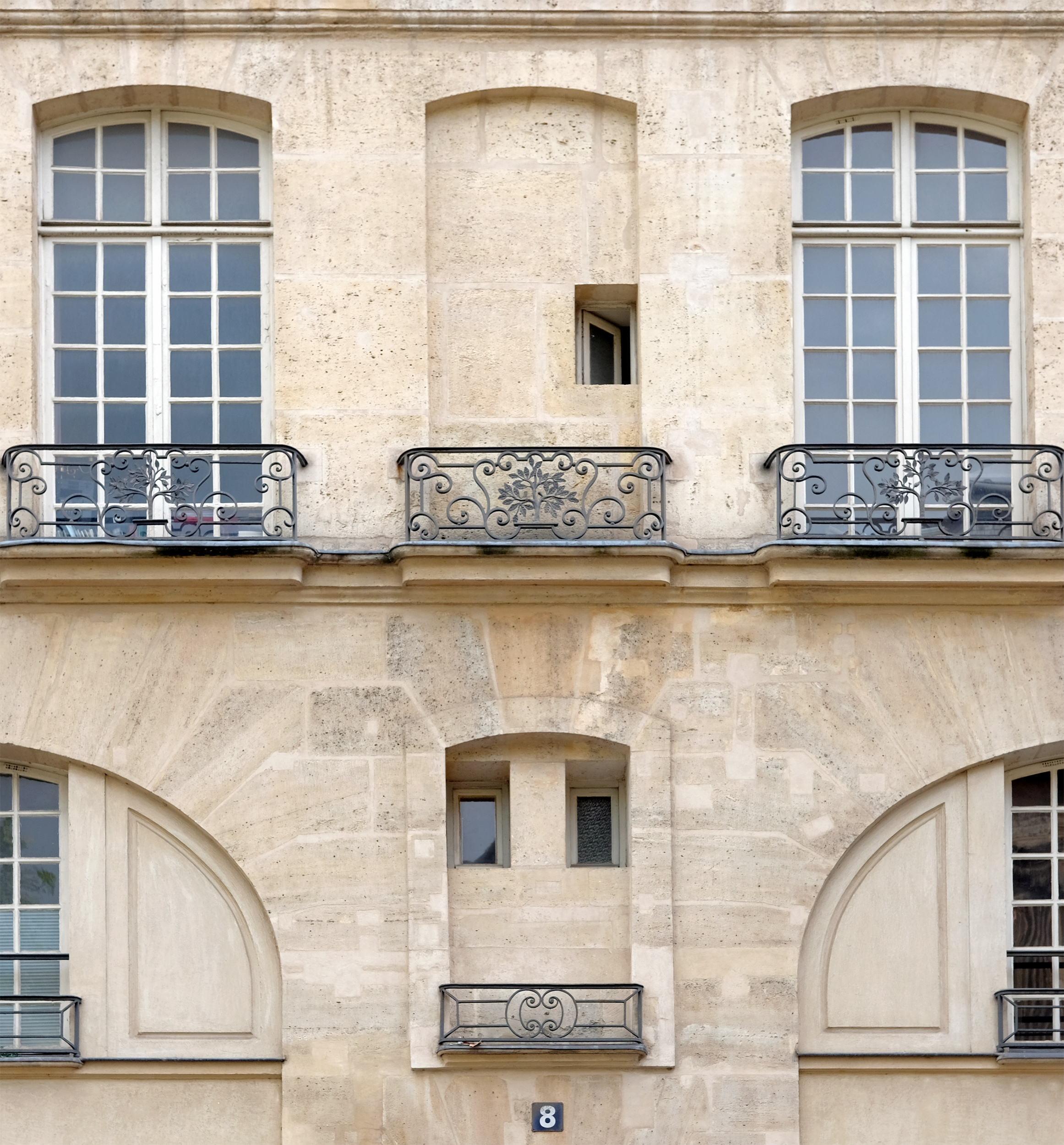
No 8, ferronneries du 2e étage évoquant l'orme Saint-Gervais.
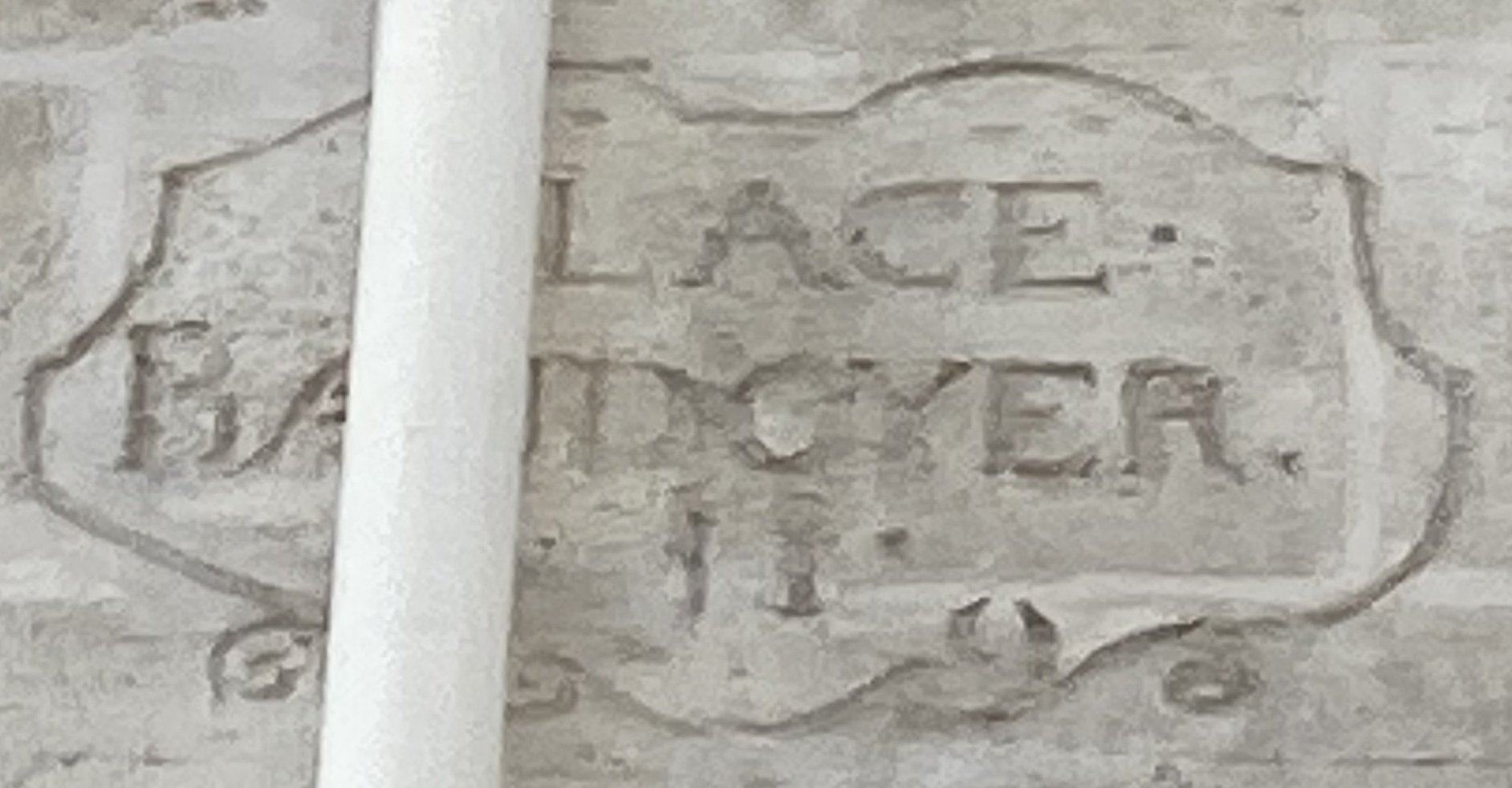
No 8 : plaque de rue portant le nom de l’ancienne place Baudoyer.
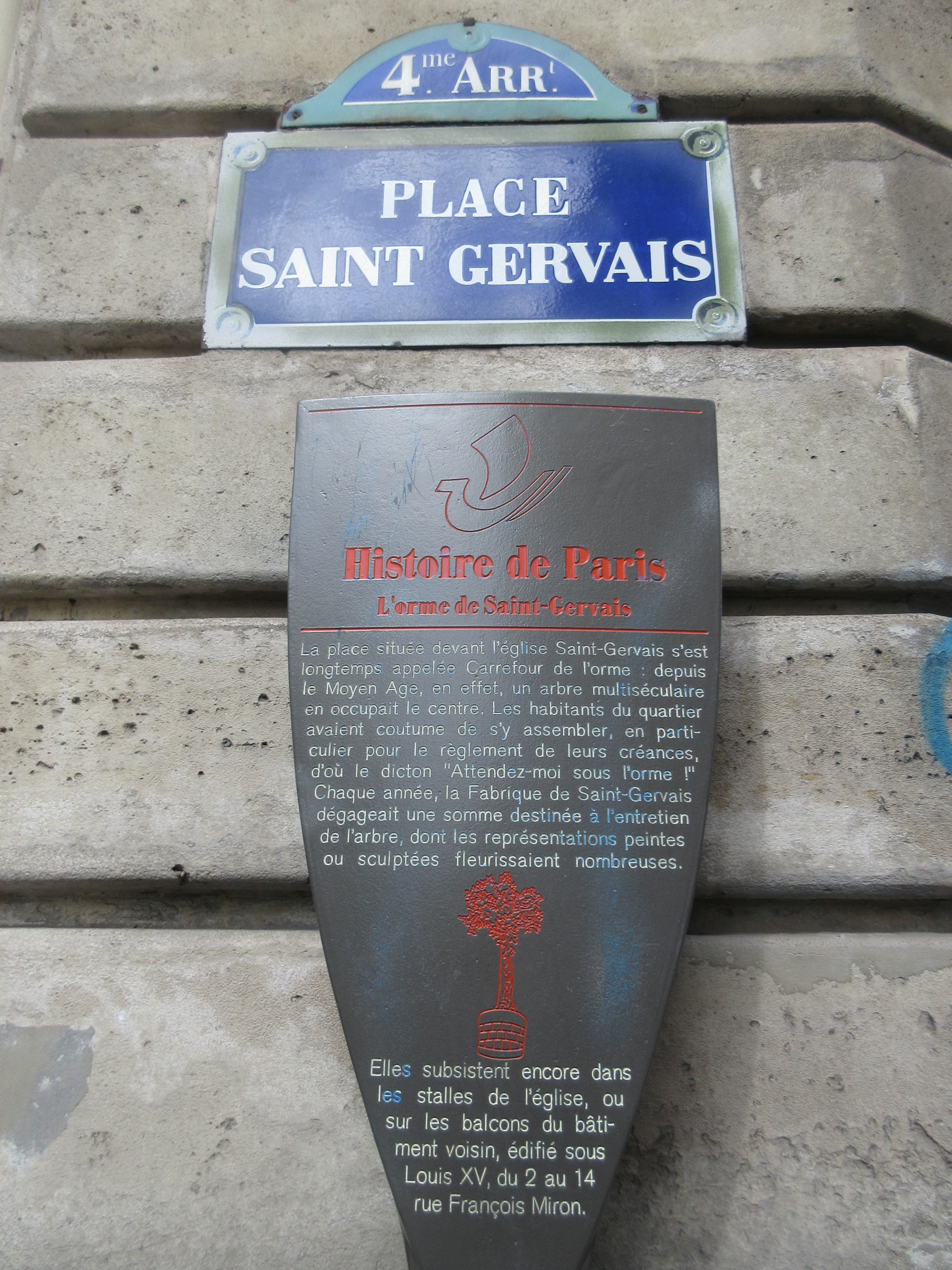
Panneau de l'orme Saint-Gervais.
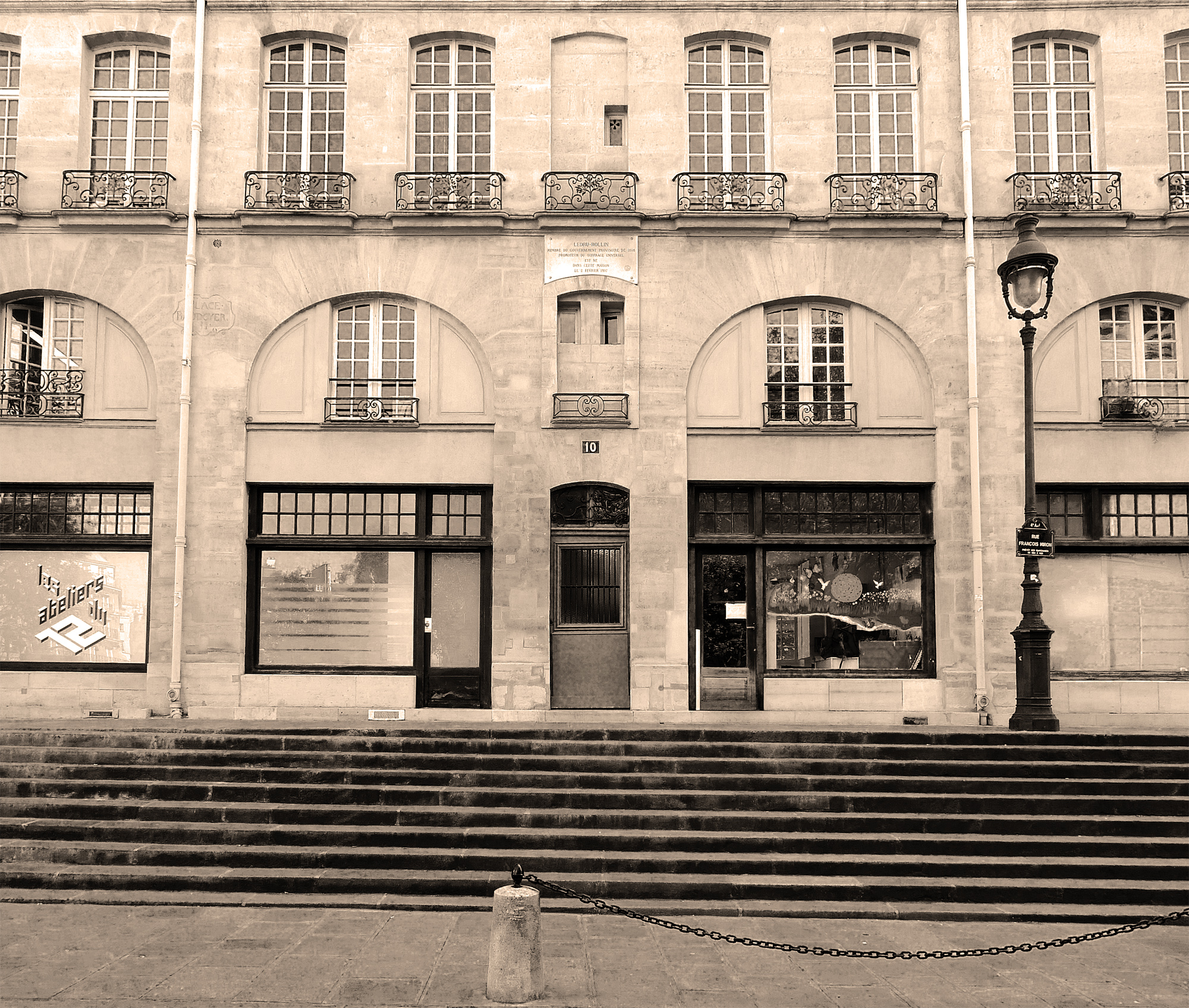
No 10, maison natale de Ledru-Rollin (plaque).
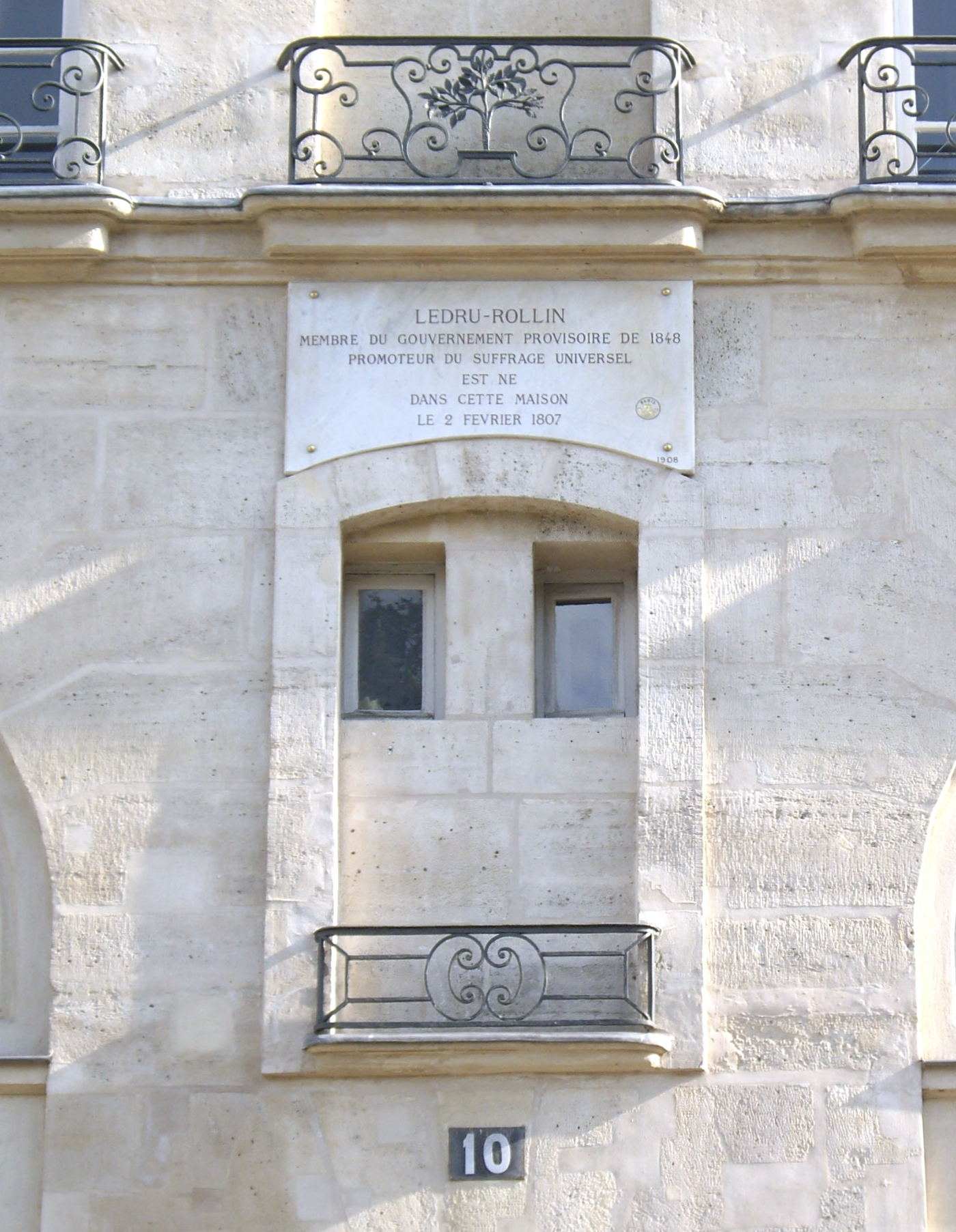
La plaque.

- Nos 11 et 13 : deux maisons ayant retrouvé leur aspect médiéval avec les colombages visibles lors de leur restauration en 1967[15] :
  - no 11 : maison À l'enseigne du Faucheur (plaque en façade) ;
  - no 13 : maison À l'enseigne du Mouton (plaque en façade), à encorbellement sur la rue Cloche-Perce.

Maisons médiévales, numéros 11 et 13
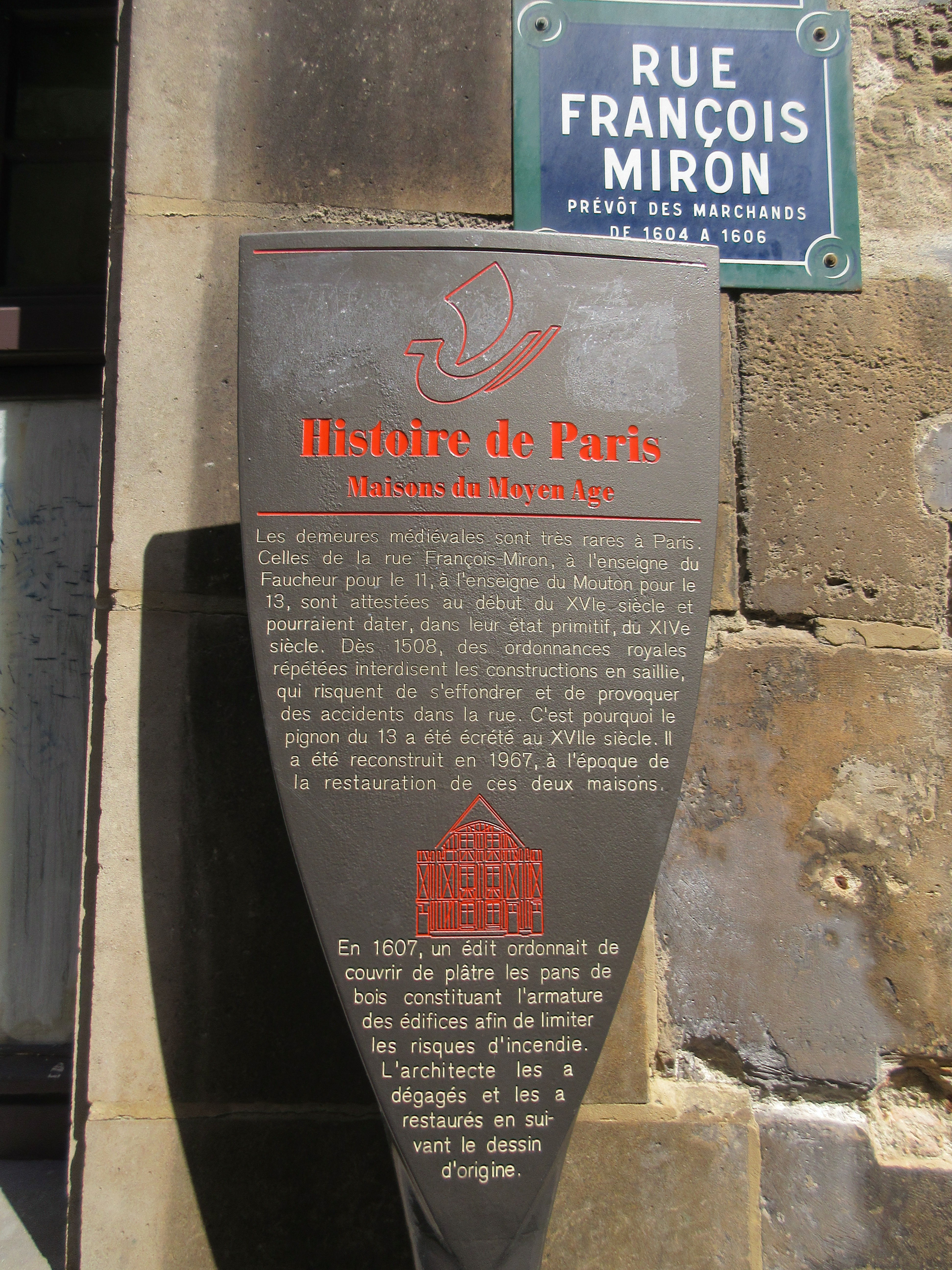
Panneau Histoire de Paris « Maisons du Moyen Âge »
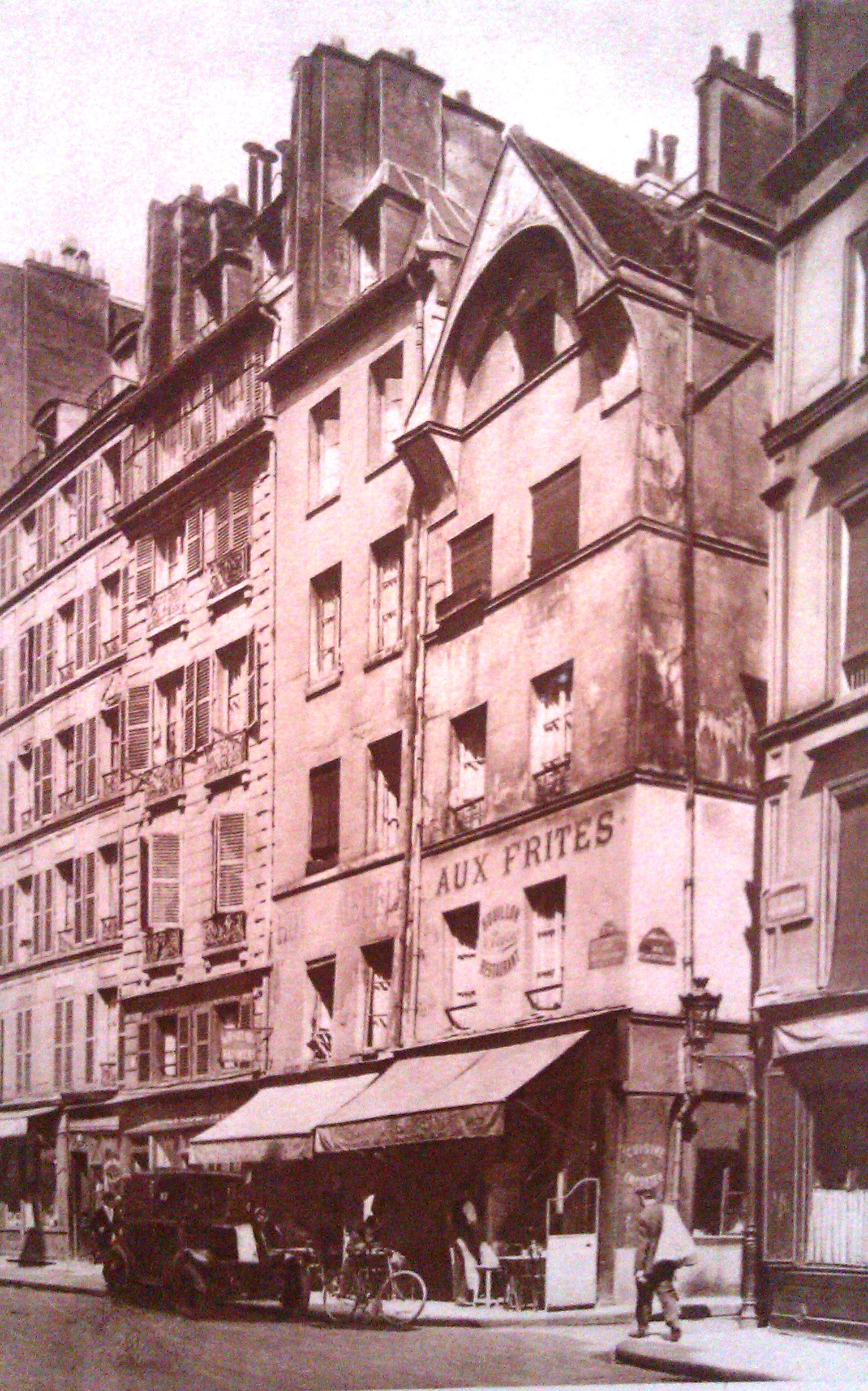
Demeures au début du XXe siècle.
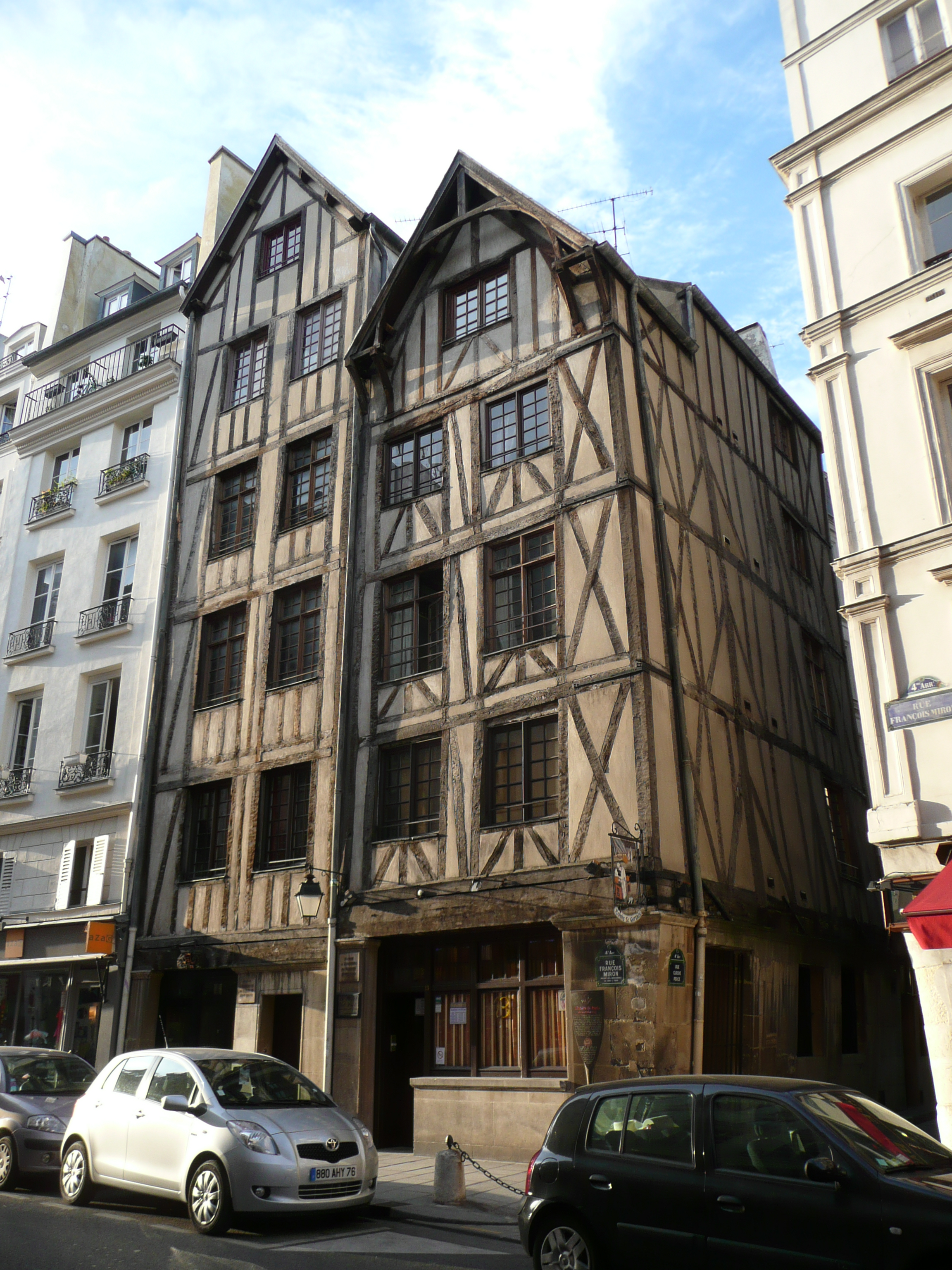
Les mêmes au début du XXIe siècle.
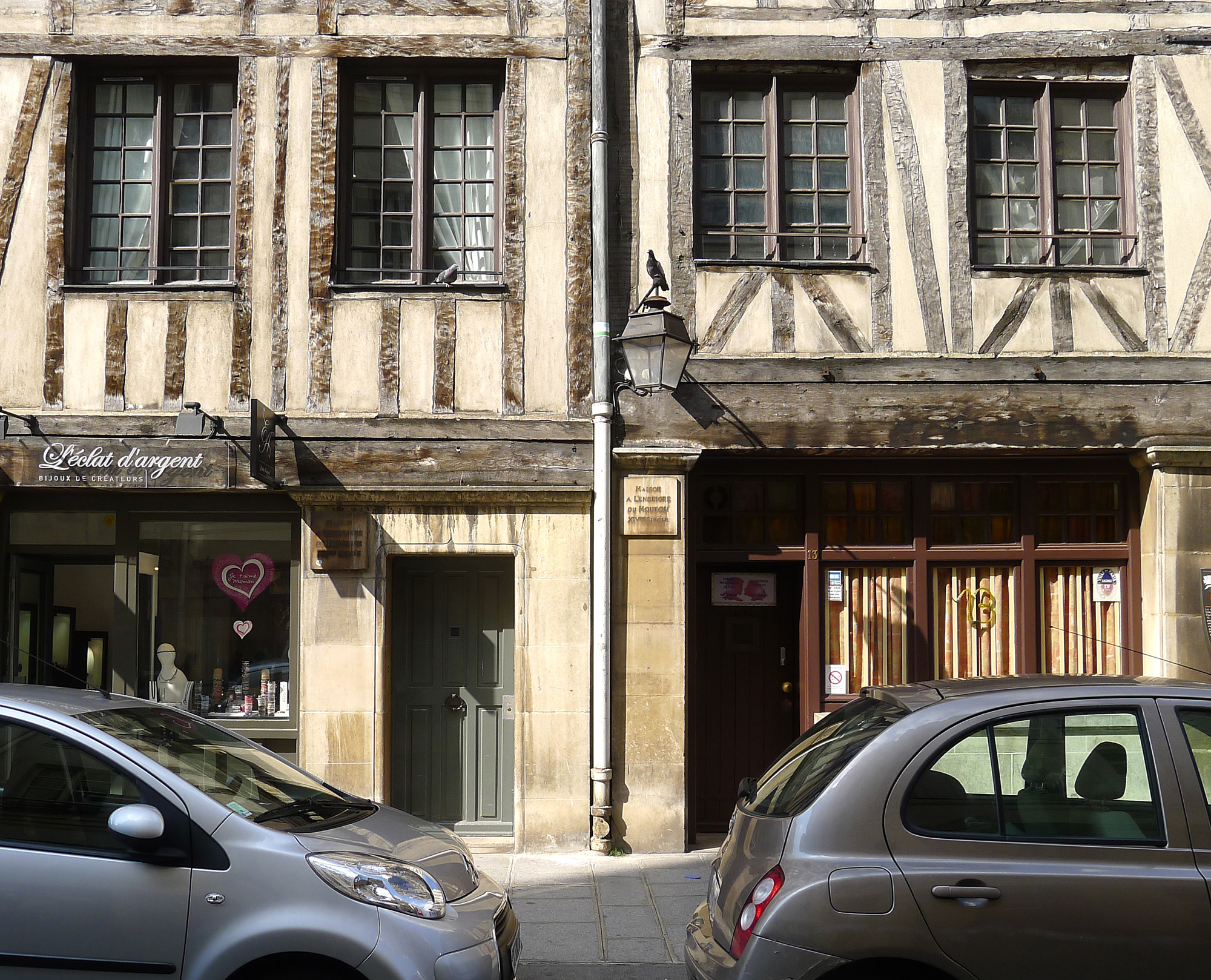
Détail.

- No 22 : emplacement approximatif de la première porte Baudoyer de l’enceinte carolingienne[Note 1],[16].
- No 27 : à l'angle de la rue Tiron, présence d'une boulangerie aux panneaux décorés.

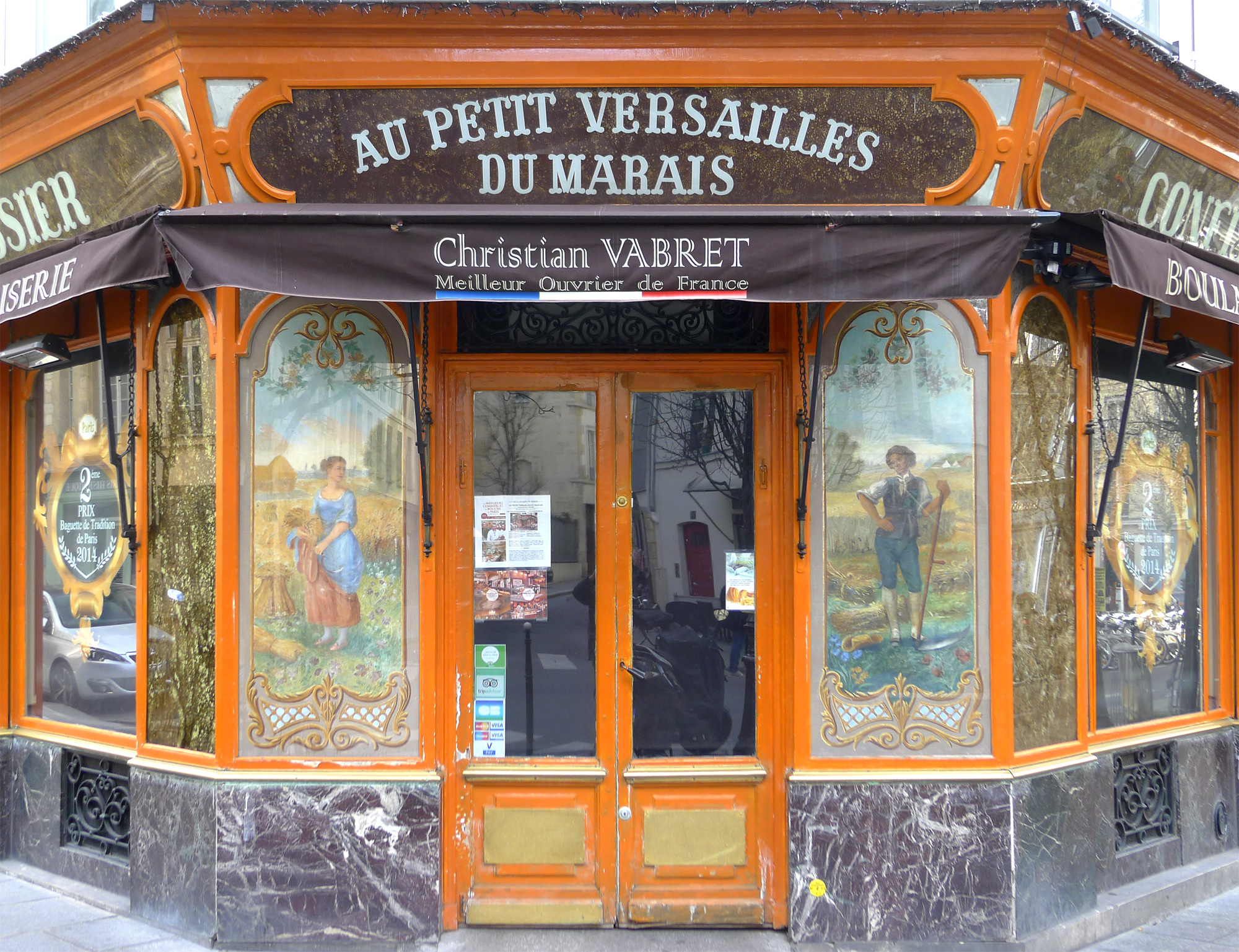

- Nos 39 à 45 : emplacement de l'ancien Petit Saint-Antoine.
- No 40 : porte cochère avec tympan décoré ; le no 42 est inscrit aux monuments historiques.

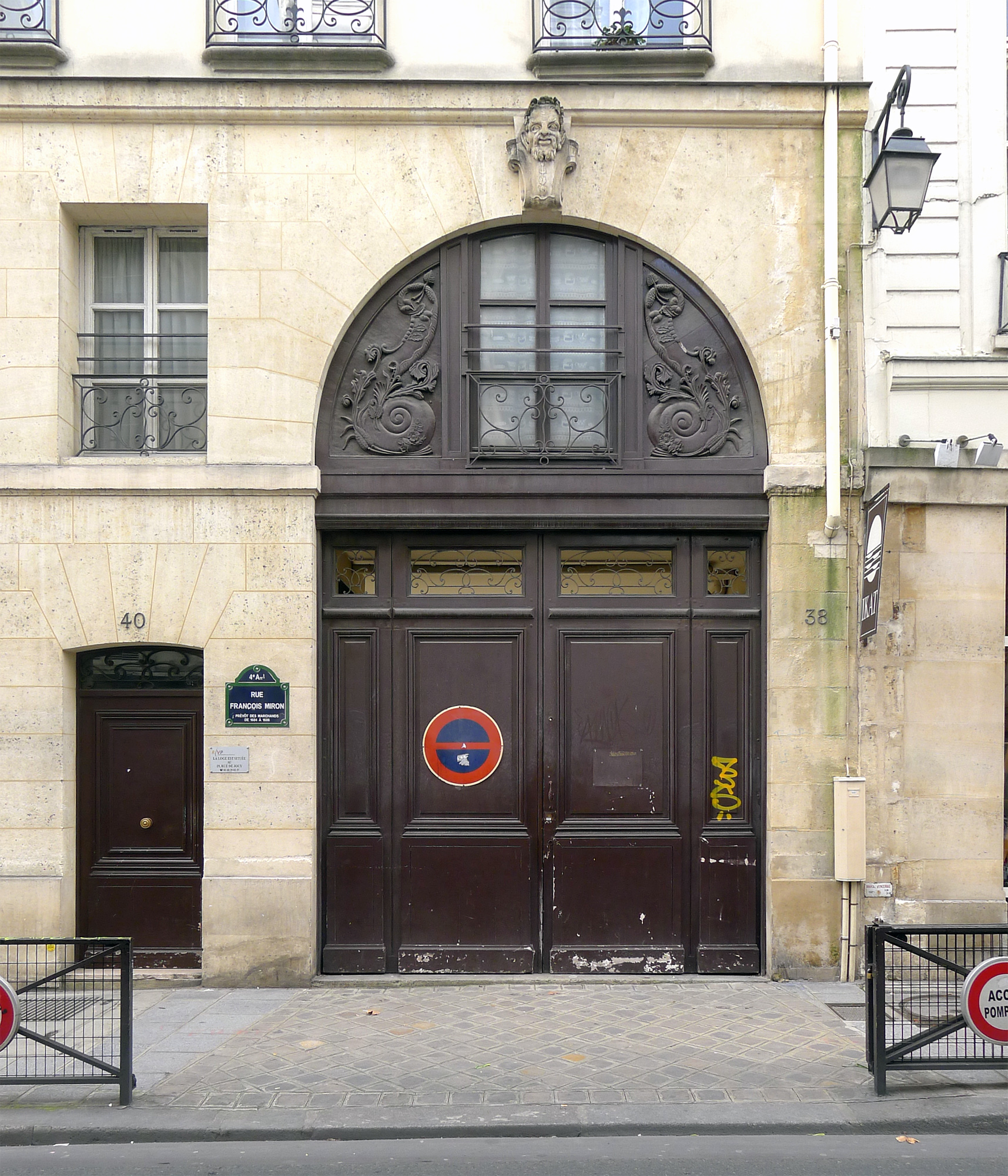
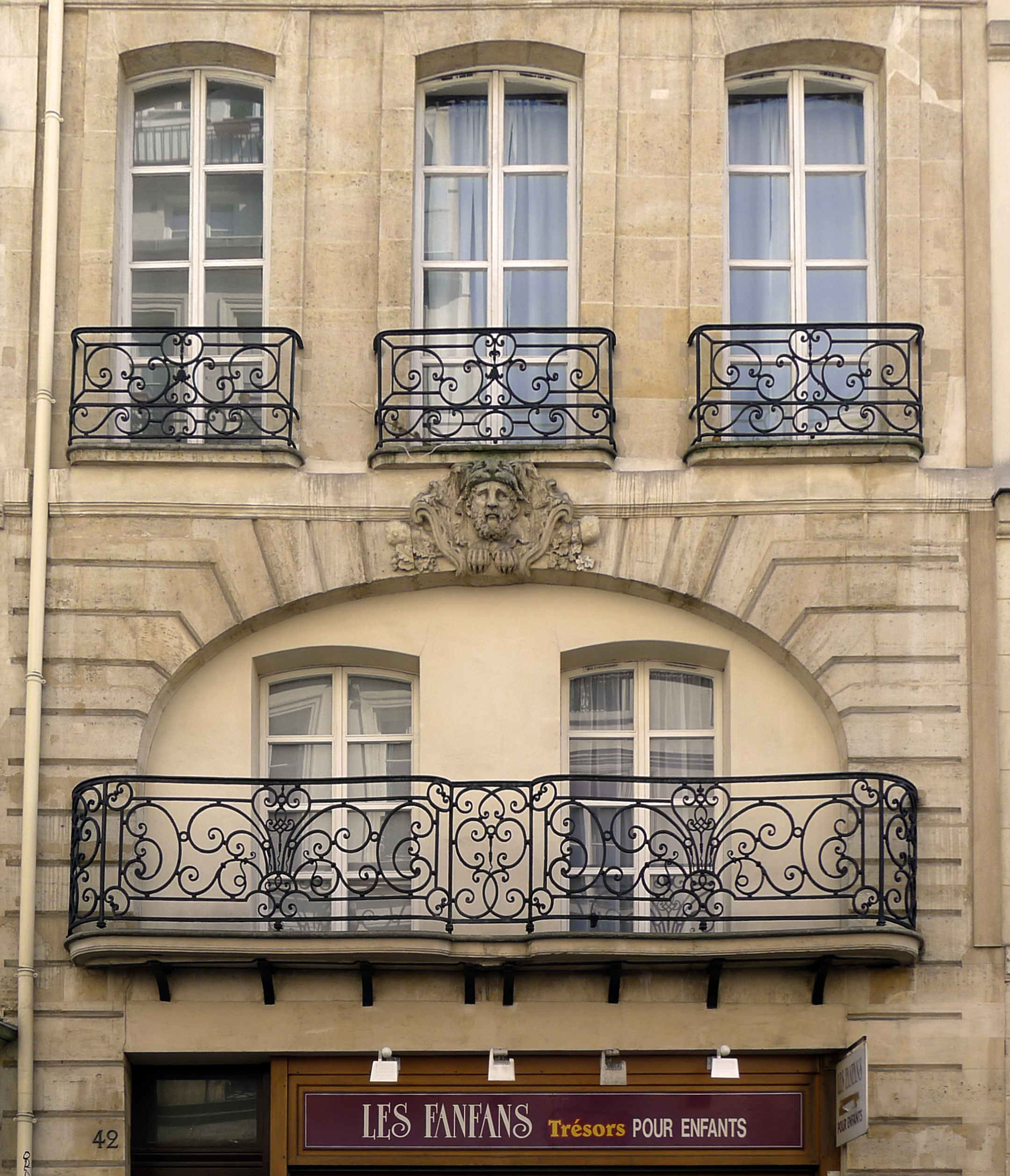
Détail de la façade.

- Nos 44-46 : la maison d'Ourscamp, édifiée à la fin de XVIe siècle ; elle abrite l'Association pour la sauvegarde et la mise en valeur du Paris historique[15].

Numéros 44 et 46
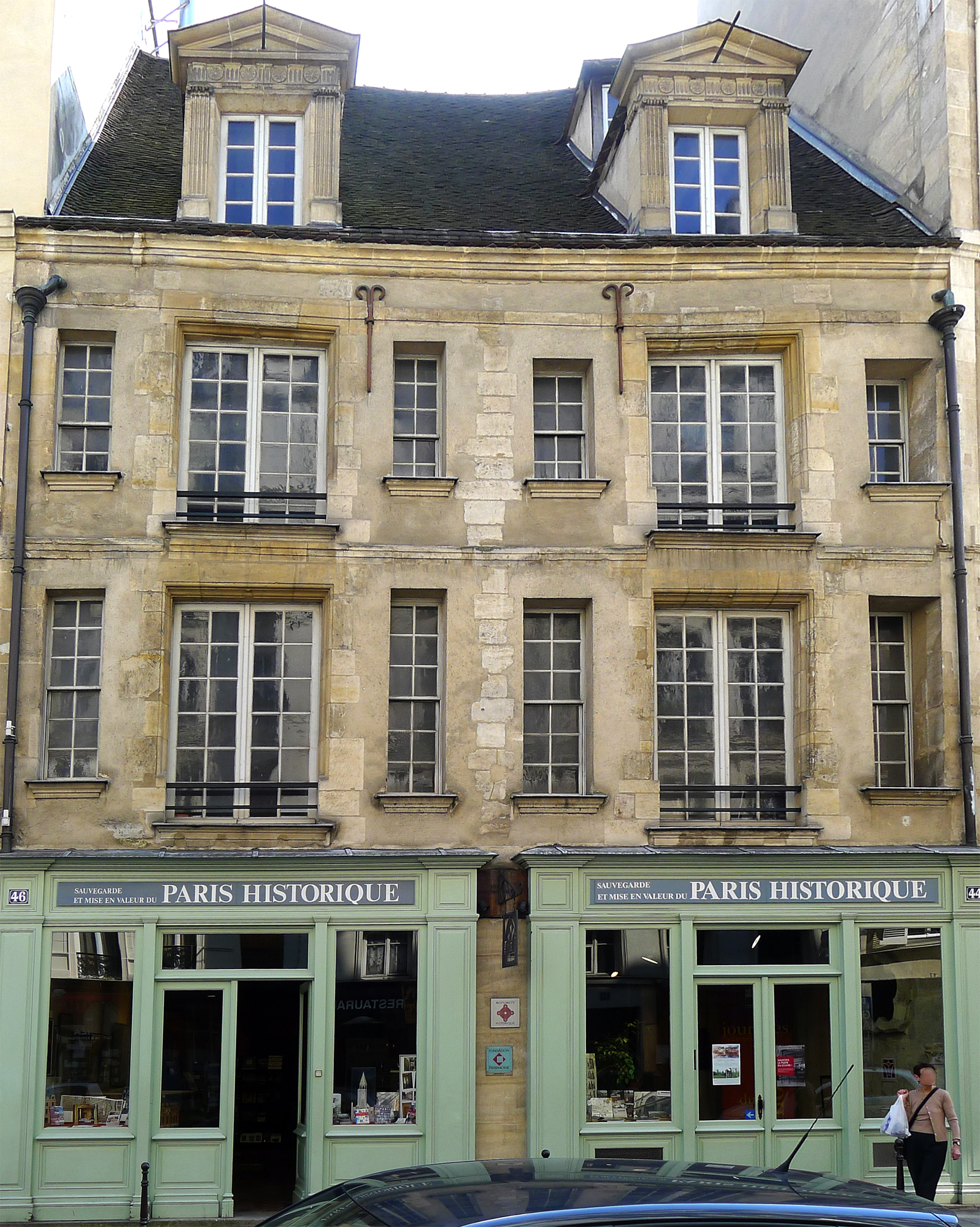
Vue des nos 44 et 46.
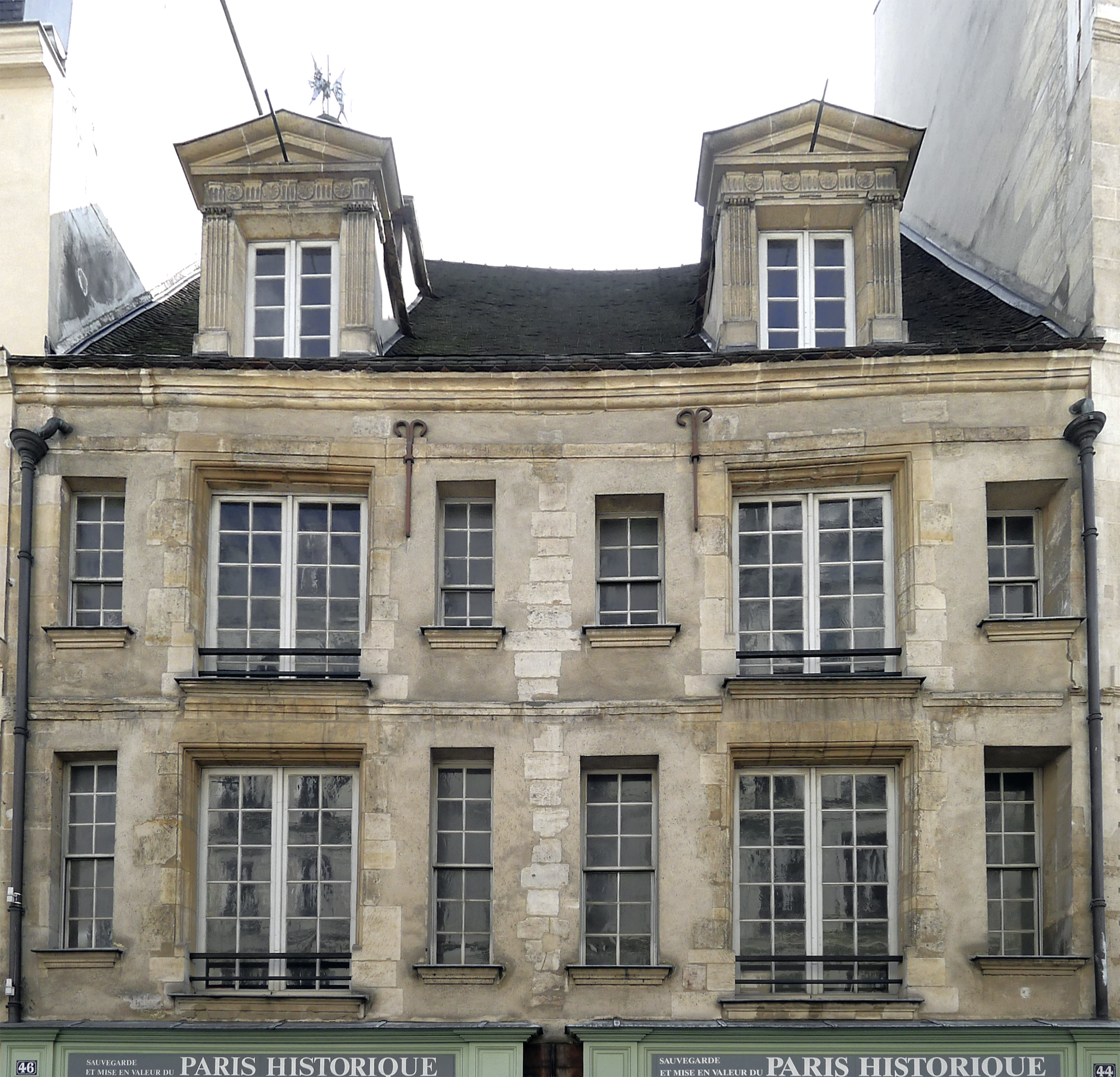
Détail façade.
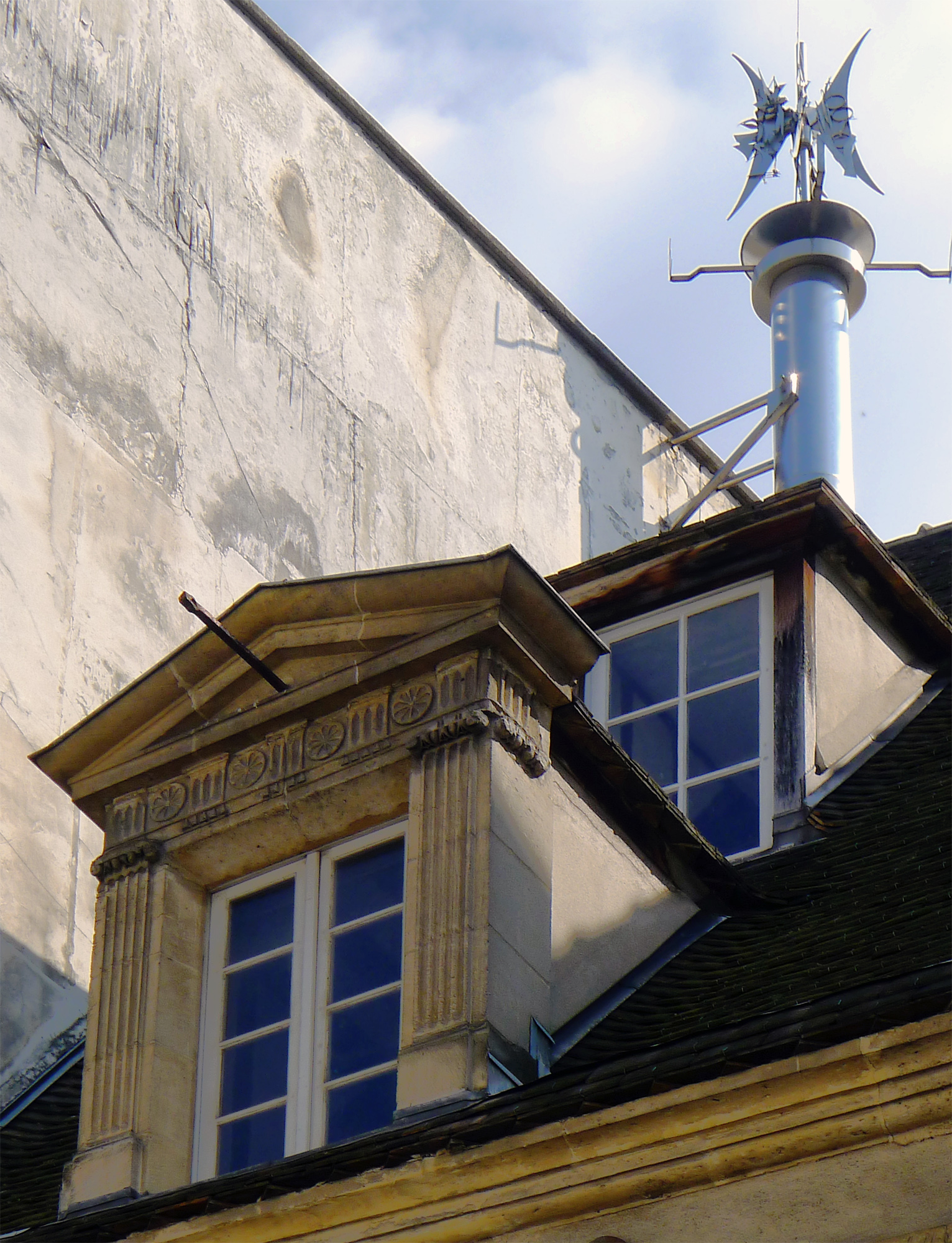
Lucarne à fronton.

- No 68 : l’hôtel de Beauvais, édifié à partir de 1655 par Pierre de Beauvais et Catherine Bellier ; il abrite la cour administrative d’appel de Paris. On peut le voir (L'Hostel de Beauvais rue Saint Anthoine.) à la page 20 du catalogue Mozart à Paris de l'exposition du bicentenaire de son décès présentée au musée Carnavalet du 13 novembre 1991 au 16 février 1992. C'était lors du mariage de Louis XIV en 1660.

La Cour administrative d'appel de Paris y est installée.

Hôtel de Beauvais
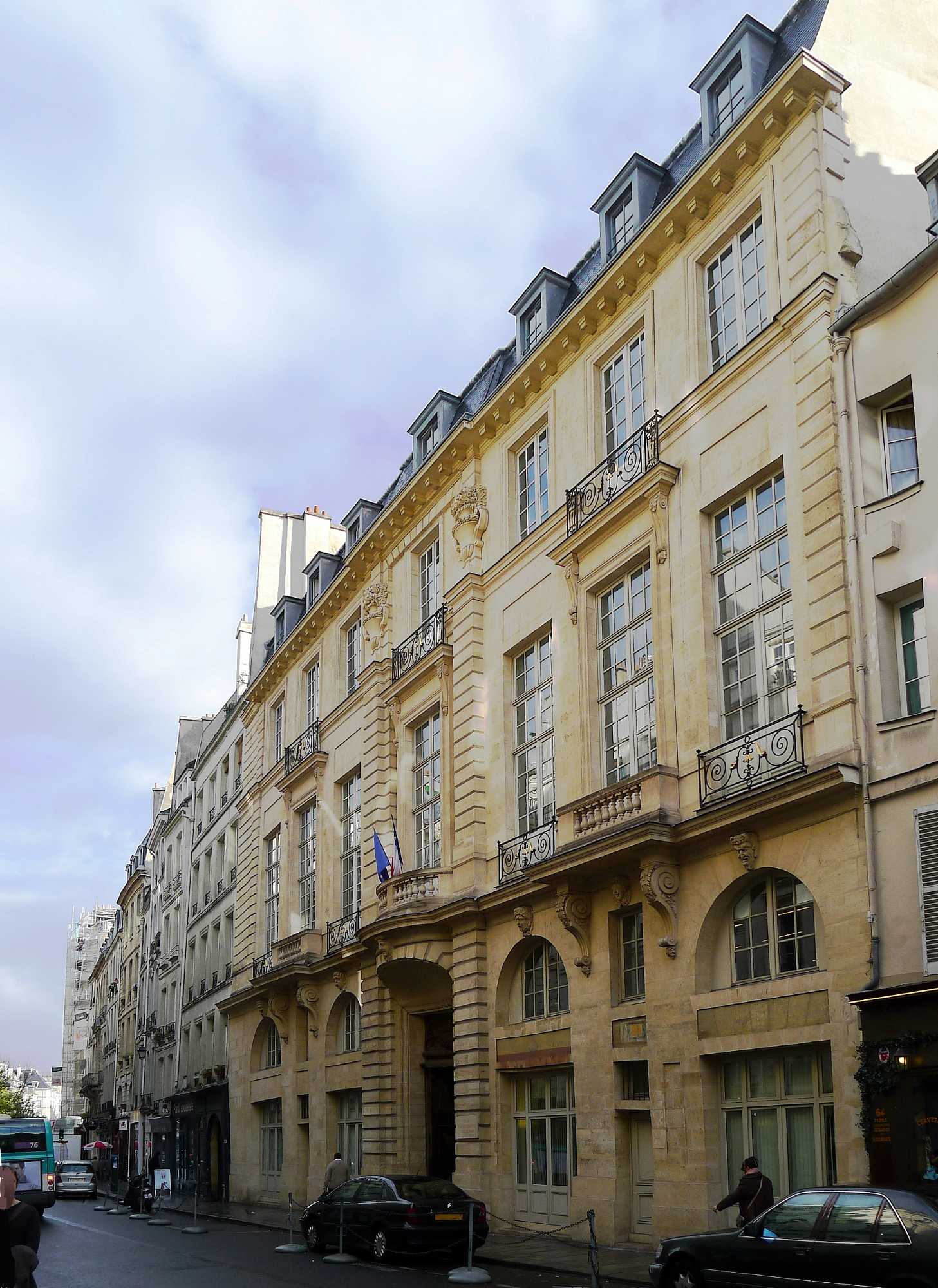
L'hôtel vu de la rue François-Miron.
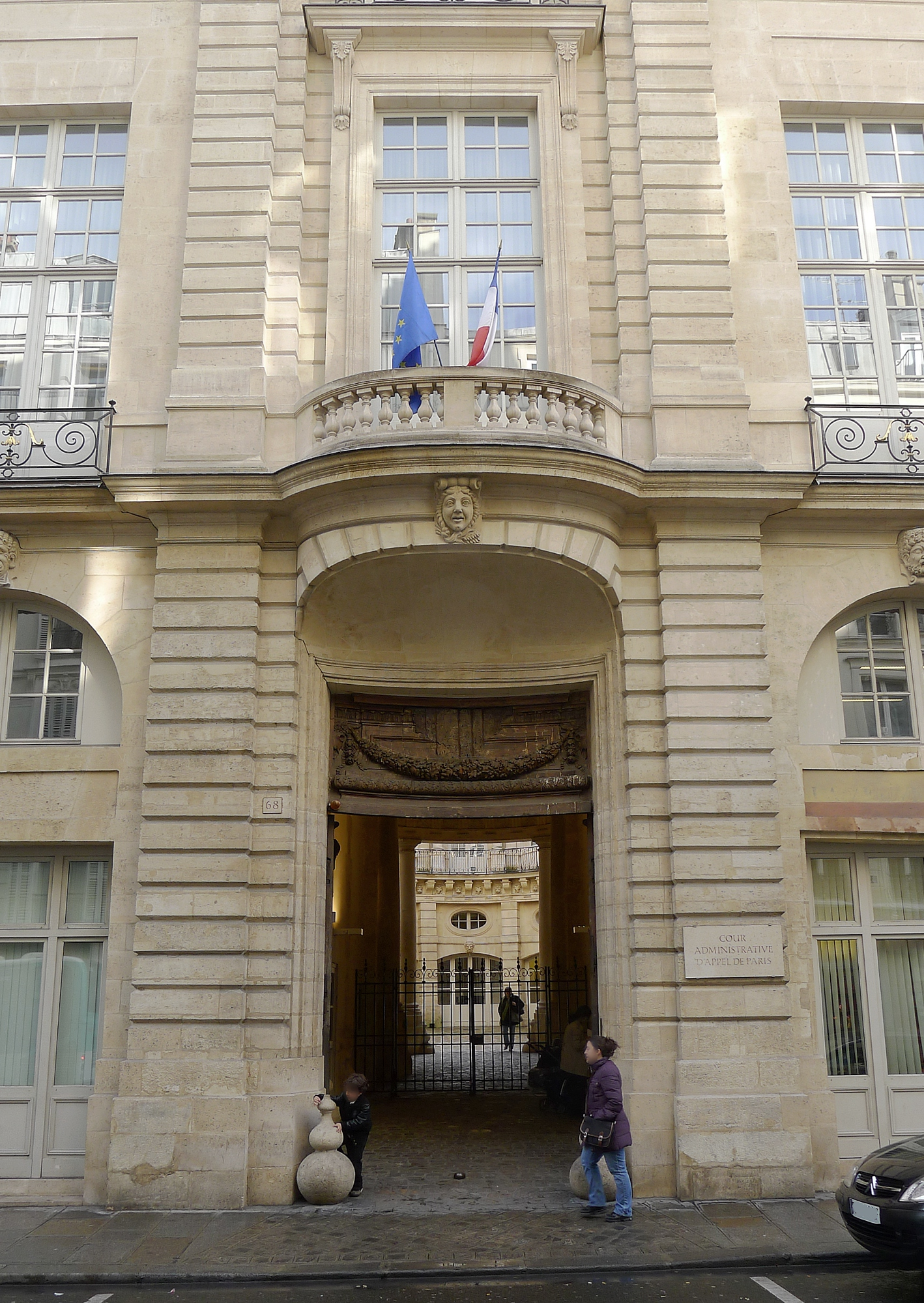
Entrée de l'hôtel.

- No 82 : l'hôtel du Président Hénault (inscrit aux monuments historiques).
- No 86 : maison construite en 1689 par Jacques Gabriel. Le rez-de-chaussée a été évidé pour faire passer le trottoir de la rue de Fourcy[16].

Hôtel du Président Hénault
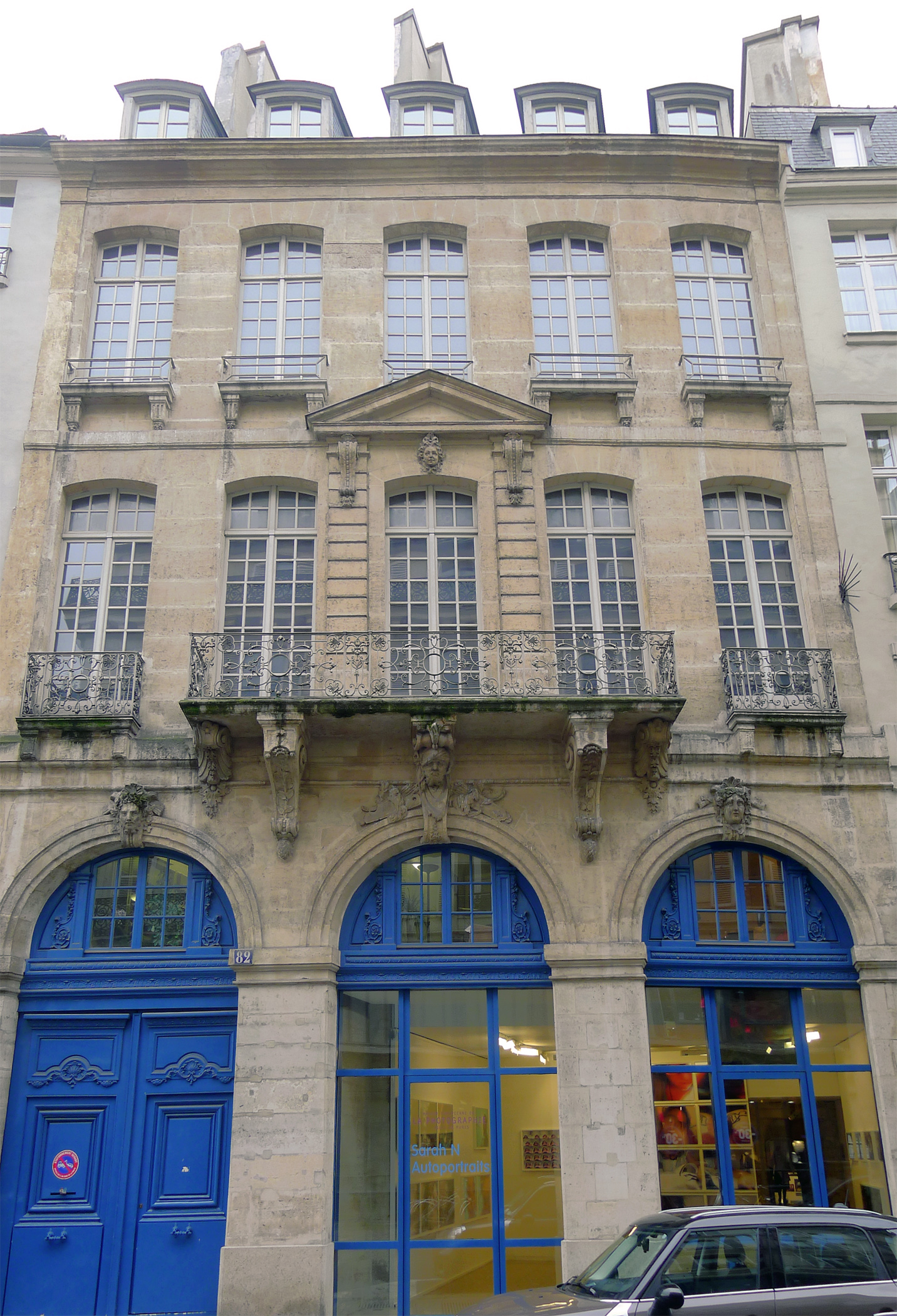
Vue générale depuis la rue.
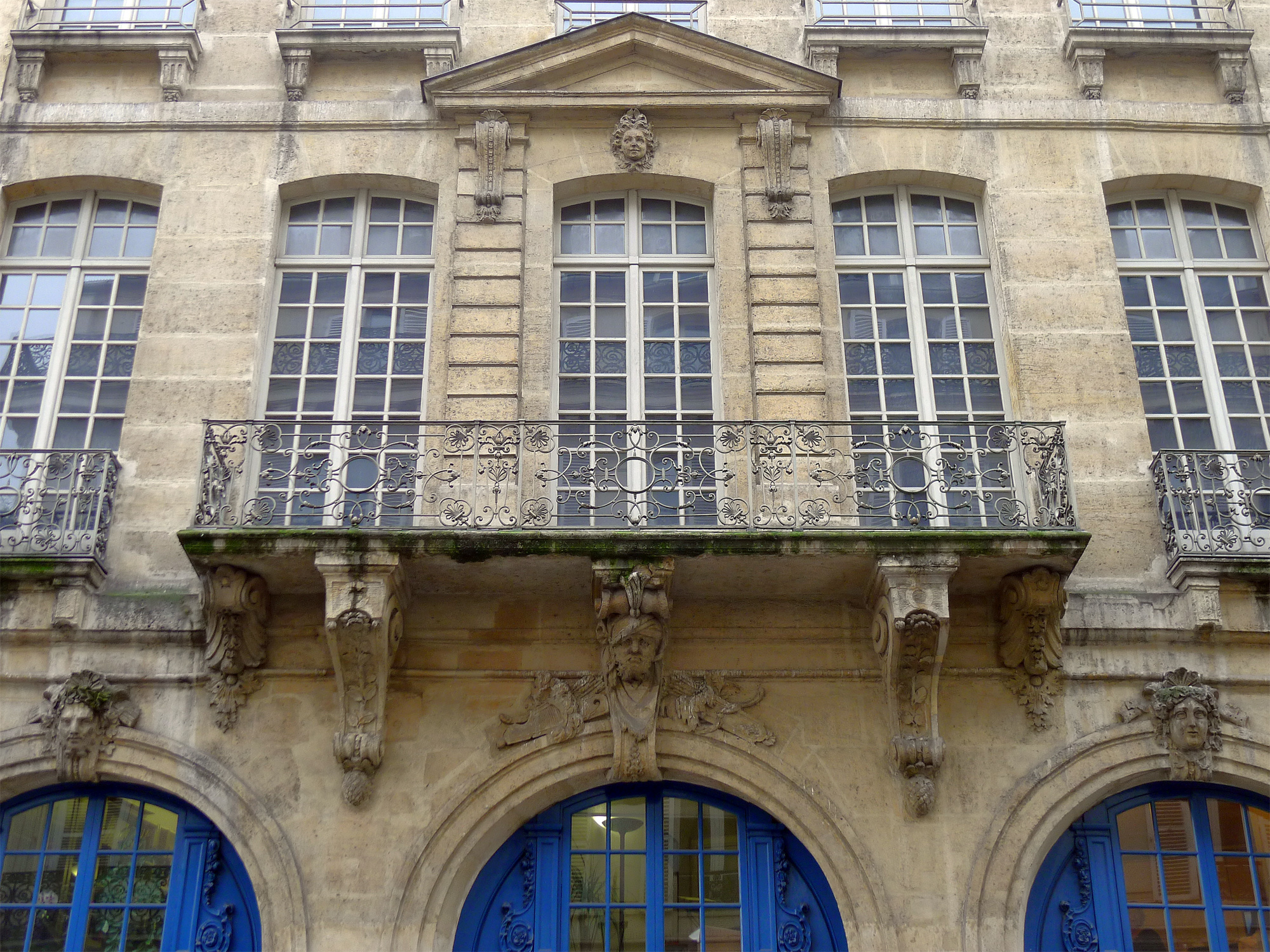
Balcon en fer forgé.

Contrairement au côté pair, le côté des numéros impairs de la fin de la rue ne possède aucun bâtiment répertorié aux monuments historiques. Toutefois, ce côté impair présente quelques immeubles dignes d'intérêt (forme, façade, etc.), comme ceux situés aux nos 33, 41 et 43.

Quelques autres immeubles, côté des numéros impairs
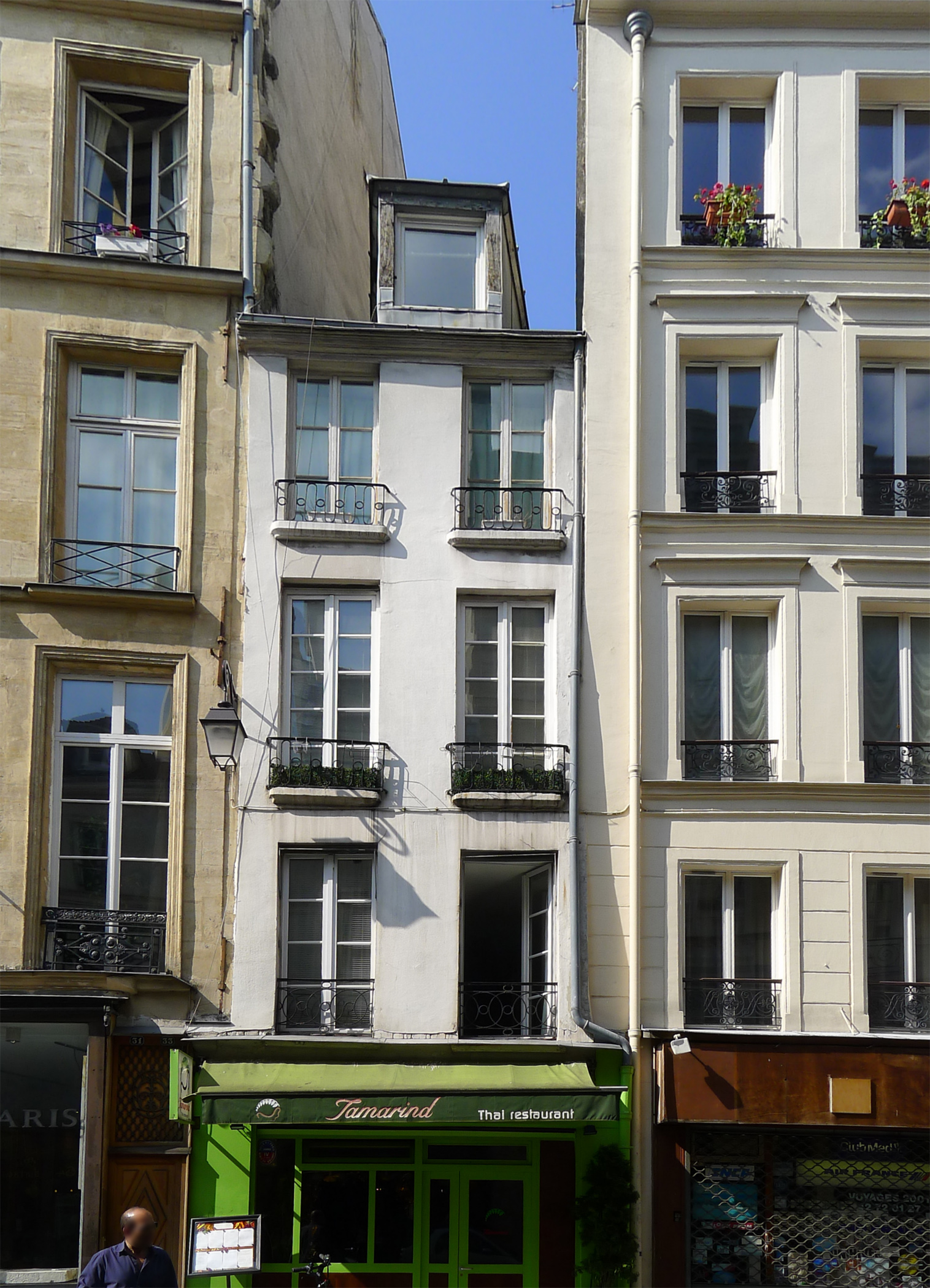
No 33.
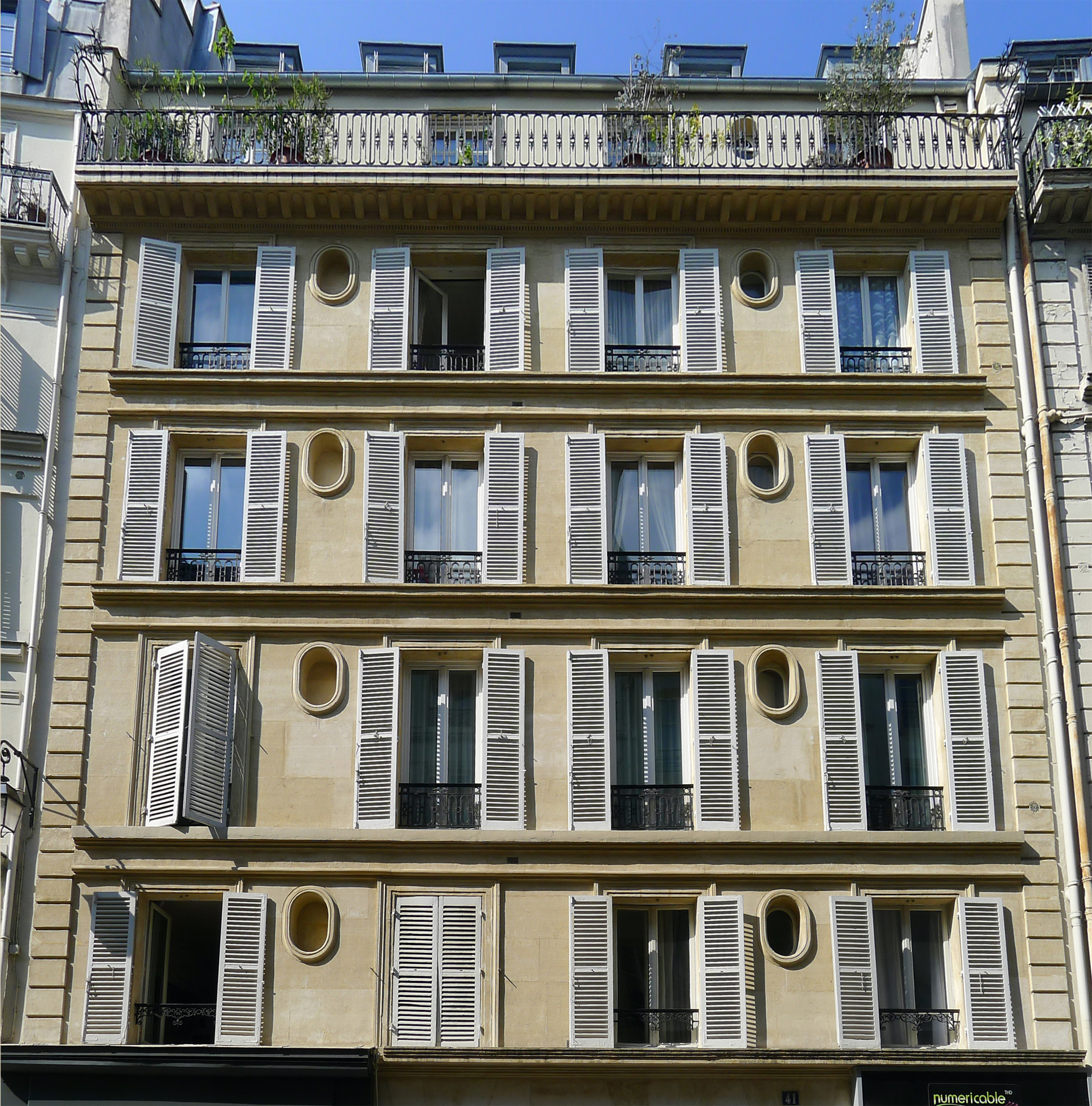
No 41.
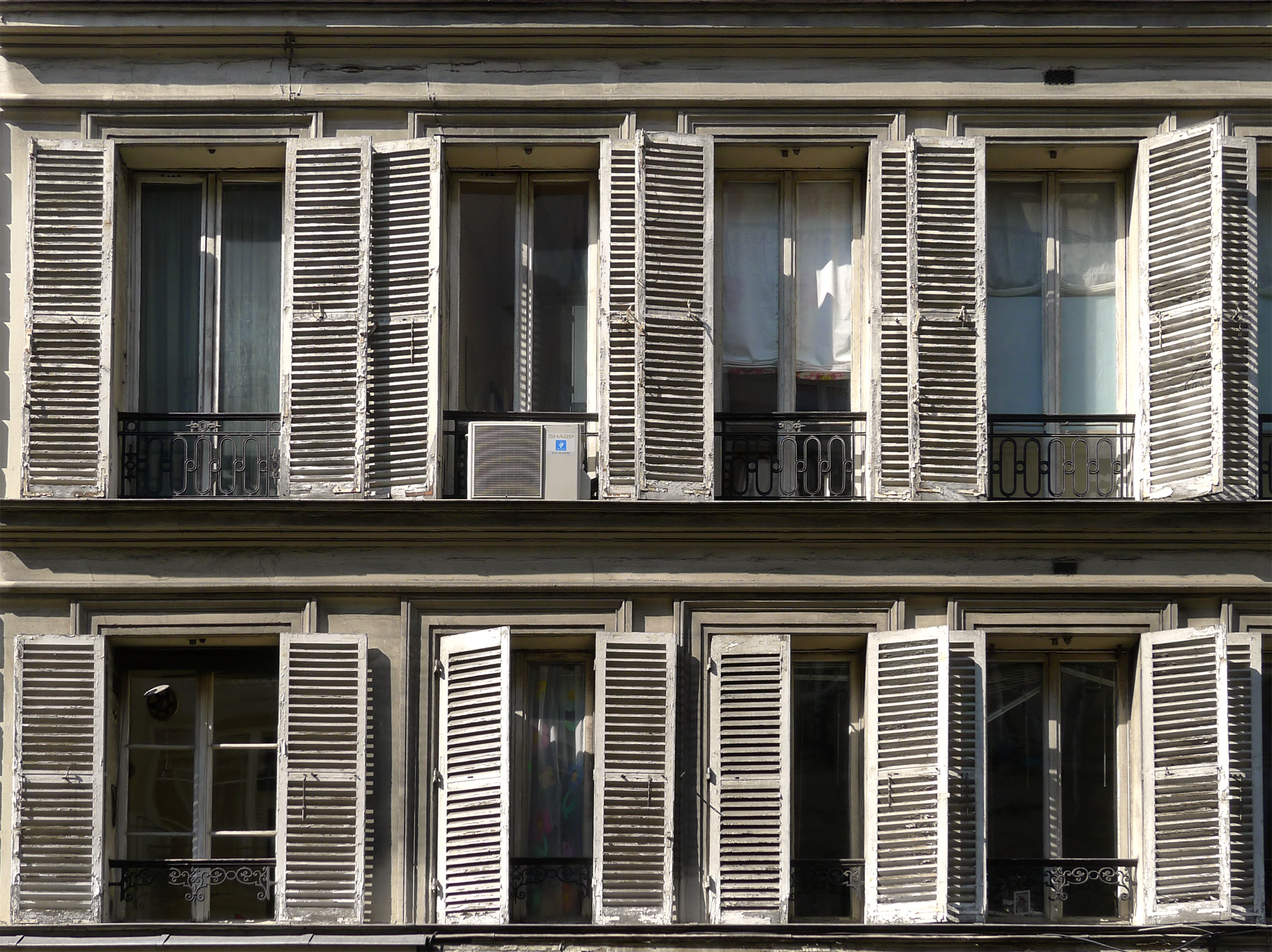
No 43.